# Armoriale delle famiglie italiane (Mal-Maq)
Questo è l'armoriale delle famiglie italiane il cui cognome inizia con le lettere che vanno da Mal a Maq.

## Armi

### Mala
| Stemma | Casato e blasonatura |
| ------ | --- |
|        | Malaballa di Canale (Canale Envie) troncato di rosso e di argento cuneato di "n" pezzi (citato in LEOM) |
|        | Malabayla o Malabaila (Asti) Titolo: conti di Canale, Cercenasco, Montà, Varigliè; signori di Antignano, Benevagienna, Castellino de' Voltis, Cellarengo, Corneliano, Demonte, Monteu Roero, Monticello, Sommariva Bosco, Torre Valgorera; consignori di Burio, Castellinaldo, Ferrere, Monale, S. Stefano Roero, Serra Lunga Troncato cuneato di quattro pezzi di rosso e d'argento alias D'argento, al capo cuneato di quattro pezzi e due mezzi di rosso, con la bordura d'azzurro, ripiena di rosso Motto: Fortitudine ac prudentia - Leauté passe tout (citato in (28)) |
|        | Malacodi (Firenze) Di..., al destrocherio di carnagione vestito di..., impugnante una coda di cavallo (o ferza) di... (citato in (26)) |
|        | Malacria (Breglio, Nizza) D'azzurro, al veliero d'oro, guarnito d'argento, navigante su un mare d'argento, accompagnato in capo da tre stelle d'oro, poste in fascia (citato in (28)) d'azzurro, alla nave equipaggiata d'oro colle vele piegate d'argento paviglionata a sinistra dello stesso flottante sopra onde d'argento ondato d'azzurro ed accompagnata in capo di tre stelle d'oro disposte in fascia (citato in (34)) |
|        | Malacrida (Sicilia) d'argento, al leone di nero, impugnante con le zampe anteriori un bastone dello stesso (citato in Mango) |
|        | Malagalli (Firenze) Di..., a tre bande diminuite di... (citato in (26)) |
|        | Malagodi 1 (Cento) Troncato, nel 1º d'azzurro al crescente montante d'argento, sormontato da una stella a otto punte dello stesso; nel 2º d'argento alla testa di moro al naturale posta in maestà e attortigliata d'argento; col capo d'Angiò. (citato in (17)) |
|        | Malagodi 2 (Cento) Troncato, nel 1º d'azzurro al crescente montante d'argento sormontato da una stella a otto punte dello stesso; nel 2º d'argento alla testa di moro al naturale posta in maestà e attortigliata d'argento. (citato in (18) e in (19)) |
|        | Malagodi 3 (Cento) D'oro alla testo di Moro al naturale posta in maestà e attortigliata d'argento. (citato in (20) e in (21) - vol.15, fasc.110 e 111, pag.102) |
|        | Malagola (Imola) Gallo (citato in DAlena) |
|        | Malagola (Imola, Bologna) mezza figura di guerriero di profilo uscente dalla punta armato di argento provvisto di elmo e attorciagliato di verde nell'atto di bere da un calice di oro su oro - 3 stelle (6 raggi) di oro poste in fascia su azzurro in capo - trangla di oro (citato in LEOM) |
|        | Malaguzzi Valeri (Milano, Genova, Viareggio, Legnano, Roma, Torino) scaglione di argento su partito di rosso e di azzurro - fascia di oro accompagnata da 3 gigli dello stesso posti 2,1 su azzurro - aquila bicipite coronata di nero su oro in capo (citato in LEOM) |
|        | Malaguzzi Valeri (Milano, Genova, Viareggio, Legnano, Roma, Torino) aquila bicipite coronata alla reale di nero su oro - scaglione di argento su partito di rosso e di azzurro (citato in LEOM) |
|        | Malanotte (Padova) partito: nel 1º fasciato di rosso e d'argento; nel 2º campo di cielo, all'orso di nero linguato di rosso rampante al fusto di un abete al naturale, terrazzato di verde. (citato in (2) – pag. 4 e in DAlena) |
|        | Malanotte o Malanotti (Venezia, Padova) v (citato in LEOM) |
|        | Malarida (Sicilia) d'argento, con un leone di nero tenente con le zampe un'asta dello stesso (citato in (32)) Notizie storiche in Famiglie nobili di Sicilia. |
|        | Malaspina (detti dallo spino fiorito) (Lunigiana, Parma, Modena) troncato d'oro e di rosso allo spino al naturale fiorito di 5 pezzi d'argento posto in palo ed attraversante (citato in (2) – pag. 520, in (5) - pag. 131 e in DAlena) Troncato d'oro e di rosso, con uno spino di verde, fiorito d'argento di cinque pezzi, attraversante (citato in (28)) alias Troncato di rosso e d'oro, con uno spino di verde, fiorito d'argento di cinque pezzi, attraversante alias Troncato di rosso e d'oro, con uno spino di nero, fiorito d'argento di cinque pezzi, attraversante (citato in (28)) Motto: Sum mala spina bonis, sum bona spina malis |
|        | Malaspina (Lunigiana, Firenze) Troncato d'oro e di rosso, alla pianta di spino sradicata al naturale fiorita d'argento, attraversante alias Troncato di rosso e d'oro, alla pianta di spino sradicata al naturale fiorita d'argento, attraversante alias Troncato d'oro e di rosso, alla pianta di spino secco sradicata al naturale, attraversante alias Troncato di rosso e d'oro, alla pianta di spino secco sradicata al naturale, attraversante alias Troncato di rosso e d'oro, al leone attraversante d'argento coronato d'oro, accostato da due rami di spino secco di...; il tutto abbassato sotto il capo dell'Impero alias Partito: nel 1° di rosso, al leone d'argento accostato da due rami (o piante) di spino secco al naturale; nel 2° di rosso, alla pianta di spino sradicata di verde, fiorita d'argento; il tutto abbassato sotto il capo dell'Impero, e allo scudetto troncato di rosso e d'oro, caricato nel 1° da un crescente montante d'oro, attraversante sul tutto alias Inquartato: nel 1° e 4° troncato di rosso e d'oro, al crescente montante del secondo nel primo; nel 2° e 3° di..., al leone d'argento, quello nel 3° rivolto; e alla pianta di spino sradicata di nero, fiorita d'argento, attraversante (citato in (26)) |
|        | Malaspina di Filattiera troncato di rosso e d'oro, allo spino diramato di 5 pezzi, 3 a destra e 2 a sinistra al naturale, ciascuno fiorito di 5 pezzi d'argento (citato in (5) – pag. 47) |
|        | Malaspina (detti dallo spino secco) (Lunigiana, Parma, Modena) di rosso, al leone d'oro coronato dello stesso, tenente colle branche uno spino secco di nero (citato in (2) – pag. 520 e in DAlena) Di rosso, al leone d'oro, coronato dello stesso, tenente uno spino secco, di nero (citato in (28)) alias Troncato d'oro e di rosso, con uno spino secco, al naturale, attraversante alias Troncato di rosso e d'oro, allo spino secco, di nero, con il capo del secondo, carico di un'aquila coronata, di nero alias Troncato di rosso e d'oro, allo spino secco al naturale, nutrito sopra un colle di verde, di tre vette (citato in (28)) Motto: Sum mala spina bonis, sum bona spina malis |
|        | Malaspina (Savigliano) Troncato di rosso e d'oro, al leone troncato d'oro e d'azzurro, tenente tra le zampe un ramo di spino, al naturale (citato in (28)) |
|        | Malaspina (Ovada) D'azzurro, seminato di spine di nero, all'aquila col volo abbassato e rivoltata dello stesso (citato in (37)) |
|        | Malaspina (Pisa) spino fiorito al naturale su troncato di rosso e di oro (citato in LEOM) |
|        | Malaspina (Verona) aquila bicipite al naturale coronata di oro alla reale su rosso - spino di verde fiorito di 5 pezzi di argento posto in palo su oro (citato in LEOM) |
|        | Malaspina (Villafranca di Lunigiana) leone rampante di argento coronato di oro accostato da - 2 rami spinosi dello stesso tutto su rosso (citato in LEOM) |
|        | Malaspina (Milano) spino secco di nero posto in palo su troncato di rosso e di oro (citato in LEOM) |
|        | Malaspina (Parma) leone rampante coronato di oro tenente nelle zampe anteriori uno spino secco di nero e accompagnato a destra da uno spino simile tutto su rosso (citato in LEOM) |
|        | Malaspina o Della Chiesa (Roma, Bobbio) spino secco al naturale su monte a 3 cime di verde uscente dalla punta su troncato di rosso e di oro (citato in LEOM) |
|        | Malaspina o Della Chiesa (Bobbio, Volpedo, Roma) spino secco al naturale nodrito sul colle centrale di 3 monti al naturale di verde uscenti dalla punta sull'oro del - troncato di rosso e di oro (citato in LEOM) |
|        | Malaspina o Malaspina dello Spino Fiorito (Pisa) spino di verde fiorito di 5 pezzi di argento posto in palo su troncato di oro e di rosso (citato in LEOM) |
|        | Malaspina dello Spino Secco leone rampante coronato di oro tenente tra le zampe anteriori un ramo secco e spinoso di nero su rosso (citato in LEOM) |
|        | Malaspina Estense (Modena, Reggio Emilia) leone rampante coronato di oro tenente nelle zampe anteriori uno spino secco di nero su scudetto di rosso su - aquila bicipite di nero coronata alla reale di oro su oro - 3 gigli di oro posti 2,1 su azzurro con - bordura inchiavata di rosso e di oro (citato in LEOM) |
|        | Malaspina Torello d'Aragona Scotti (Reggio Emilia, Modena) leone rampante coronato di oro tenente nelle zampe anteriori uno spino secco di nero su rosso - leone rampante troncato di argento e di azzurro collarinato di rosso su troncato di azzurro e di argento l'argento caricato di - 3 sbarre di rosso - croce di argento su rosso in capo - toro passante di argento attraversante il tronco di un albero al naturale su terrazzo di verde su scudetto di rosso su - biscione visconteo coronato di oro su argento - toro rampante di oro su rosso (citato in LEOM) (la blasonatura non è stata ancora caricata) (citato in UNFE) Immagine nella Biblioteca Estense Universitaria (id. 147). |
|        | Malatesta (Roma) inquartato: nel 1º e 4º di verde, a tre teste di donna di carnagione, crinite d'oro; nel 2º e 3º d'argento, a tre sbarre scaccate di nero e d'oro, di due file; il tutto con la bordura inchiavata d'argento, e di nero (citato in (5) - pag. 122) (Immagine nell' Archivio Storico Capitolino (PDF) (archiviato dall'url originale il 4 marzo 2016).) |
|        | Malatesta (Pistoia) D'oro, al toro furioso di rosso, sormontato da una crocetta dello stesso (citato in (26)) |
|        | Malatesta (gonfalonieri di Santa Chiesa) (Cesena) (la blasonatura non è stata ancora caricata) (citato in BLCW) Immagine in Blasone Cesenate. |
|        | Malatesta Ripanti (Rimini, Roma) 3 bande scaccate di oro e di nero (3file) su argento - bordura inchiavata di argento e di rosso (citato in LEOM) |
|        | Malatesti (Rimini, Firenze) Bandato di sei pezzi, tre dei quali scaccati d'oro e di rosso e gli altri d'argento, circondato di bordura indentata d'oro e di nero alias Bandato di sei pezzi, il 1°, 3° e 5° scaccati di tre file di verde e d'argento, il 2°, 4° e 6° d'argento; alla bordura cuneata composta dei due smalti alias Bandato di sei pezzi, il 1°, 3° e 5° scaccati di tre file di rosso e d'argento, il 2°, 4° e 6° d'argento; alla bordura cuneata composta dei due smalti alias Di verde, a tre teste umane di carnagione chiomate d'oro, 2.1 alias Di verde, a tre teste umane di carnagione chiomate d'oro, 2.1, le due addossate o affrontate alias Inquartato: nel 1° e 4° lo stemma del 2º tipo; nel 2° e 3° lo stemma del 1º tipo); con la bordura su tutto l'inquartato alias Inquartato: nel 1° e 4° lo stemma del 1º tipo; nel 2° e 3° lo stemma del 2º tipo; con la bordura su tutto l'inquartato (citato in (26)) |
|        | Malatesti o Malatesti da Rimini (Toscana) (DE) In Silber 2 gold-rot geschachte Schrägbalken (citato in KHIF) |
|        | Malavolta (Piemonte) D'oro, a tre rose d'azzurro (citato in (28)) |
|        | Malavolti (Siena) d'oro, alla saracinesca composta d'argento e di rosso; al capo d'Angiò (citato in (2) – pag. 466, in (5) - pag. 156 e in DAlena) |
|        | Malavolti (Siena, Firenze) D'oro, alla saracinesca di quattro traverse composta d'argento e di nero alias D'oro, alla saracinesca di quattro traverse composta d'argento e di nero; con il capo d'Angiò (citato in (26)) |
|        | Malavolti (Siena) D'oro, alla saracinesca di quattro traverse composta d'argento e di nero; al capo d'azzurro caricato di cinque gigli d'oro posti fra i sei pendenti di un lambello di rosso alias (Immagine nella Raccolta stemmi Trippini (JPG).) |

### Malc
| Stemma | Casato e blasonatura |
| ------ | --- |
|        | Malchiodi (Bobbio) Spaccato nel primo d'argento al chiodo dalla punta rovente attorno al quale si snoda a svolazzo il nastro con il motto "Ignita virtute rubet", nel secondo di azzurro a sei fiamme di rosso poste in posizione 3,2,1 (citato in (22) – tomo 1, pag. 777) |
|        | Malcondimori (Pisa) Troncato di rosso e d'argento, a tre gigli, 2.1, del primo nel secondo (citato in (26)) |

### Mald
| Stemma | Casato e blasonatura                                                                                          |
| ------ | --- |
|        | Malducci (Cesena) (la blasonatura non è stata ancora caricata) (citato in BLCW) Immagine in Blasone Cesenate. |

### Male
| Stemma | Casato e blasonatura |
| ------ | --- |
|        | Malefici (Firenze) D'azzurro, al cervo saliente d'argento (citato in (26)) (DE) In Blau 1 silberner Hirsch (citato in KHIF) |
|        | Malegonnelle (Firenze) Palato di sei pezzi d'oro e d'azzurro, alla fascia attraversante d'argento (citato in (26)) alias D'oro, a tre pali d'azzurro e alla fascia attraversante d'argento (citato in (26)) (DE) In Gold 3 blaue Pfähle, überdeckt von 1 silbernen Balken (citato in KHIF) |
|        | Malenchini (Livorno) Titolo: Marchese, Nobili di Livorno d'argento partito il primo allo scaglione alzato di rosso, il secondo al melo fruttato di rosso, sostenuto da una zolla al naturale; alla sbarra di verde attraversante sulla partizione (citato in (2) – pag. 472) |
|        | Malenchini (Livorno) Partito: nel 1° d'argento, allo scaglione di rosso; nel 2° d'azzurro, all'albero al naturale, nodrito sul terreno dello stesso e fruttifero di rosso; e alla sbarra diminuita attraversante di verde alias Partito: nel 1° d'argento, allo scaglione di rosso; nel 2° d'azzurro, all'albero al naturale, nodrito sul terreno dello stesso e fruttifero di rosso; e alla sbarra diminuita attraversante di nero alias Partito: nel 1° d'argento, allo scaglione di rosso; nel 2° d'argento, all'albero al naturale, nodrito sul terreno dello stesso e fruttifero di rosso; e alla sbarra diminuita attraversante di verde alias Partito: nel 1° d'argento, allo scaglione di rosso; nel 2° d'argento, all'albero al naturale, nodrito sul terreno dello stesso e fruttifero di rosso; e alla sbarra diminuita attraversante di nero (citato in (26)) |
|        | Malenchini (Firenze) sbarra convessa di verde su partito di argento e di argento - scaglione di rosso su argento - albero di melo su erta rocciosa uscente dal canton destro in basso tutto al naturale su argento (citato in LEOM) |
|        | Malenchini (Firenze) sbarra di verde su partito di argento su - scaglione di rosso su argento - monte al naturale uscente dalla punta sostenente un albero fruttato di rosso su argento (citato in LEOM) |
|        | Maleno (Calabria) Grifone (citato in DAlena) |
|        | Malerba o Malherba (Busca, Piemonte) Titolo: conti troncato: nel 1º di rosso al sole d'oro nascente dalla troncatura; nel 2º d'argento al girasole al naturale; alla fascia d'azzurro caricata di 3 stelle d'oro, attraversante sulla troncatura (citato in (2) – pag. 297 e in DAlena) Troncato, di rosso, al sole d'oro, nascente dalla partizione, e d'argento, al girasole al naturale, con la fascia d'azzurro, sulla partizione, carica di tre stelle d'oro (citato in (28)) |
|        | Malespini (Firenze) D'oro, all'aquila dal volo abbassato di nero (citato in (26)) |
|        | Maletta (Sicilia) Titolo: conte di Mineo, Pettineo d'oro, con tre fasce di nero. Lo scudo accollato all'aquila spiegata di nero (citato in Mango e in (32)) Corona di conte Notizie storiche in Famiglie nobili di Sicilia. |
|        | Maletti o Maletto o Malletto (Torino) Titolo: consignori di Borgaro, Drosso, Pinerolo D'oro, al leone di nero alias D'oro, al leone di nero, coronato, armato e linguato di rosso (citato in (28)) |
|        | Maletti o Malé o Mallé (Vercelli) Troncato d'argento e di verde, al leone d'oro, armato e linguato di rosso alias Troncato di verde e d'argento, al leone d'oro Motto: Fortuna et virtus (citato in (28)) |
|        | Maletti (Piemonte, Milano, Roma) Titolo: nobili D'oro, al leone di nero, coronato, armato e linguato di rosso (citato in (28)) |

### Malf
| Stemma | Casato e blasonatura |
| ------ | --- |
|        | Malfanti (Pistoia) D'oro, alla croce di sant'Andrea di vaio (citato in (26)) |
|        | Malfanti o Malfante (Genova) elefante al naturale fasciato di argento e sostenente una torre dello stesso su 6 monti ristretti di verde su azzurro - 3 stelle (6 raggi) di oro su azzurro poste in fascia in alto (citato in LEOM) |
|        | Malfatti (Adria, Padova) mezza aquila bicipite coronata di oro uscente dalla partizione su azzurro - fasciato di oro e di azzurro (citato in LEOM) |
|        | Malfatti (Ala) fascia di rosso accompagnata da - 2 stelle (8 raggi) dello stesso poste in palo su argento - rosso pieno (citato in LEOM) |
|        | Malfatti (Ala) fascia di rosso accompagnata da - 2 stelle (8 raggi) dello stesso poste in palo su argento - leone rampante di oro ingolante un riccio dello stesso su rosso (citato in LEOM) |
|        | Malfatti (Rovereto) porta di città da cui si vede il villaggio con chiesa e campanile tutto al naturale su scudetto di argento su - fascia di argento accompagnata da - 2 stelle (6 raggi) di oro poste in palo su azzurro - argento pieno - 2 leoni rampanti di oro affrontati alla tedesca su rosso (citato in LEOM) |
|        | Malfatti o Malfatti di Montetretto (Ala, Vienna) aquila rivolta di nero su oro - 3 fusi di oro in fascia posti un sull'altro su azzurro - monte roccioso di oro uscente dalla punta su azzurro - 3 sbarre di rosso su oro (citato in LEOM) |
|        | Malfatti Neri (Fiesole) Di rosso, al gatto rampante d'argento, tenente con gli artigli un ramo di rosaio fiorito di un pezzo al naturale; e alla banda attraversante d'azzurro, caricata di tre stelle a otto punte d'oro alias Di rosso, al gattopardo rampante d'argento, tenente con gli artigli un ramo di rosaio fiorito di un pezzo al naturale; e alla banda attraversante d'azzurro, caricata di tre stelle a otto punte d'oro (citato in (26)) |
|        | Malfatti Neri (Firenze) 3 stelle (8 raggi) di oro su banda di azzurro su - gatto rampante al naturale testa in maestà tenente nella destra una rosa di rosso stelata e fogliata di verde su rosso (citato in LEOM) |
|        | Malfer (Venezia) crocetta di rosso su fascia di oro su rosso - leone rampante coda bifida di oro tenente nella zampa destra un martello al naturale su azzurro (citato in LEOM) |
|        | Malfer (Ora) crocetta di rosso su fascia di oro su nero - leone rampante coda bifida di oro tenente nella zampa destra un martello al naturale su azzurro (citato in LEOM) |
|        | Malferai (Firenze) D'oro, a tre uccelli posati di nero, linguati di rosso, 2.1, i due affrontati (citato in (26)) |

### Malg
| Stemma | Casato e blasonatura                                                                    |
| ------ | --------------------------------------------------------------------------------------- |
|        | Malgol di rosso allo scaglione di argento rovesciato (citato in (4) – Vol. II pag. 522) |

### Mali
| Stemma | Casato e blasonatura |
| ------ | --- |
|        | Maligni (Pescia) Di..., all'albero di..., nodrito sul monte di sei cime di... (citato in (26)) |
|        | Malingegni (Colle, Firenze) Di..., allo scaglione di..., accompagnato da tre rose di..., 2.1 (citato in (26)) |
|        | Malingri o Malingres (Belley, Torino) Titolo: conti di Bagnolo; signori di Cantogno Di rosso, alla banda e al cantone sinistro, di argento (citato in (28)) banda di argento - quartier franco destro dello stesso tutto su rosso (citato in LEOM) Motto: De jour en jour |
|        | Malipiero (Brescia) (la blasonatura non è stata ancora caricata) |
|        | Malisardi (Cesena) (la blasonatura non è stata ancora caricata) (citato in BLCW) Immagine in Blasone Cesenate. |
|        | Malispini (Toscana) (DE) In Gold 1 rotbewehrter schwarzer Adler (citato in KHIF) |
|        | Malissotti Bonaccolti (Toscana) (DE) Innerhalb 1 silbernen Spickelschildbords in Rot 1 silberne Scheibe, belegt mit 1 roten Rad ohne Felgen (citato in KHIF) |

### Mall
| Stemma | Casato e blasonatura |
| ------ | --- |
|        | Mallia (Sicilia) d'oro, all'albero di pino al naturale, nodrito sulla pianura erbosa di verde, accostato dal leone di rosso, coronato d'oro, contra-rampante al tronco, ed il crescente d'argento accompagnato da tre stelle del medesimo nel canton destro dello scudo, ed il sole d'oro, figurato di rosso nel sinistro (citato in Mango) |
|        | Malliani o Malliano o Magliano (Bergamo, Almenno, San Bartolomeo) 3 lune rivolte in banda poste in banda di argento sul rosso del - trinciato gradinato di argento e di rosso (4 pezzi) (citato in LEOM) |
|        | Malliani o Malliano o Magliano (Bergamo, Almenno, San Bartolomeo) 3 lune rivolte in banda poste in banda di argento sul rosso del - trinciato gradinato di argento e di rosso (4 pezzi) - banda di oro accompagnata da - 2 torri di argento posta in sbarra tutto su rosso (citato in LEOM)                                                 |
|        | Malliani o Malliano o Magliano (Bergamo, Almenno, San Bartolomeo) 3 lune di argento poste in fascia tra - 2 fasce di oro su azzurro (citato in LEOM) |
|        | Mallone (Messina) d'argento, alla pianta di giglio di 3 steli al naturale, fioriti dello stesso, movente dalla punta, accollata ad una vite di verde fruttifera di nero (citato in (2) – pag. 294 e in DAlena) |
|        | Mallone e Cattaneo Mallone (Genova, Savigliano) Titolo: conti di Borgomaggiore D'azzurro, a tre fasce d'argento alias Fasciato d'argento e d'azzurro Motto: Memorare novissima tua (citato in (28)) |

### Malm
| Stemma | Casato e blasonatura |
| ------ | --- |
|        | Malmignati (Padova) Lucertola (citato in DAlena) |
|        | Malmignati (Lendinara) semipartito troncato di argento di rosso e di verde - il verde caricato da un ramarro di argento visto di dorso posto in fascia testa a destra (citato in LEOM) |

### Malo
| Stemma | Casato e blasonatura |
| ------ | --- |
|        | Malombra (Asolo) D'argento alle quattro fasce ondate nere (citato in DAlena) |
|        | Malombra (Cremona) d'azzurro a due fasce ondate d'oro (citato in BLCR) Immagine in Blasonario Cremonese (archiviato dall'url originale il 7 aprile 2014). |
|        | Malone o Maloni (Savigliano) facce d'argento, e azzurre a sei pezze (citato in (34)) |
|        | Malingri o Mallingri o Malingre (Saint Génix) Titolo: conte di Bagnolo di rosso, alla banda ed al cantone sinistro, di argento (citato in (34)) Cimiero: una torre d'argento, ardente di rosso Motto: De jour en jour - Plus deuil que joie |
|        | Malopera (Cuneo) Titolo: consignore di Ayglun, Briga, Ceva, San Michele di Ceva, Mas D'azzurro, a due bande d'argento, con il capo d'oro, carico di un'aquila, di nero (citato in (28)) d'azzurro, a due bande d'argento, col capo dell'Impero (citato in (34)) alias D'azzurro, a tre bande d'argento, con il capo d'oro, carico di un'aquila, di nero (citato in (28)) d'azzurro a tre bande d'argento; al capo dell'Impero (d'oro all'aquila bicipite di nero, coronata ed armata di nero) (citato in (34)) Cimiero: l'aquila di nero nascente da una corona d'oro all'antica / un'aquila simile a quella dell'arma Motto: Desiderium vince - Il m'en souviendra |

### Malp
| Stemma | Casato e blasonatura |
| ------ | --- |
|        | Malpassuti Titolo: marchesi di Montiglio; conti di Andoglio; consignori di Castelcebro, Colcavagno, Cortanze, Montiglio D'argento, con il capo d'azzurro (citato in (28))                          |
|        | Malpassuti (Tortona) D'oro, all'aquila bicipite, di nero, imbeccata del primo, linguata di rosso, coronata del campo tra le due testa (citato in (28))                                             |
|        | Malpeli (Pistoia) Partito: nel 1° fasciato di sei pezzi d'oro e di rosso; nel 2° d'azzurro, a tre crescenti volti d'argento, ordinati in palo (citato in (26))                                     |
|        | Malpenga (Biella, Vercelli, Gattinara) Titolo: baroni di S. Maria D'oro, alla banda d'azzurro, caricata di tre bacche di malva, di verde, fogliate d'argento Motto: Festina lente (citato in (28)) |
|        | Malpica (Catanzaro) Di rosso a tre fasce abbassate d'oro, la prima sostenente un leone illeopardito dello stesso (citato in DAlena e in BLCL)                                                      |
|        | Malpigli (Firenze) D'oro, a tre bande di vaio (citato in (26)) |
|        | Malpigli (Lucca, Firenze) Troncato d'oro e di rosso (citato in (26)) |
|        | Malpigli (Pisa) D'oro, a tre bande d'azzurro, e al capo dell'Impero (citato in (26)) |
|        | Malpigli (San Miniato, Firenze) D'oro, all'aquila bicipite dal volo abbassato di rosso (citato in (26))                                                                                            |

### Malt
| Stemma | Casato e blasonatura |
| ------ | --- |
|        | Maltese (Castrogiovanni) Titolo: barone di Casba di rosso, al leone d'argento, rampante contro una colonna dello stesso (citato in Mango) di rosso, con un leone d'argento rampante ad una colonna a base e capitello dello stesso (citato in (32)) alias d'azzurro, al leone d'oro, sormontato da tre stelle d'argento allineate in fascia (citato in Mango) Corona di barone Notizie storiche in Famiglie nobili di Sicilia. |

### Malu
| Stemma | Casato e blasonatura |
| ------ | --- |
|        | Malucci (Molise) (la blasonatura non è stata ancora caricata) (citato in DAlena)                                                                     |
|        | Malusa (Chioggia) (la blasonatura non è stata ancora caricata) (citato in Araldica gentilizia (archiviato dall'url originale il 24 settembre 2015).) |

### Malv
| Stemma | Casato e blasonatura |
| ------ | --- |
|        | Malvasia (Bologna) inquartato: nel 1º e 4º d'oro, all'aquila coronata di nero; nel 2º e 3º d'azzurro, al drago nascente da un monte di tre cime movente dalla punta, il tutto d'oro, al capo d'Angiò (citato in (9) – pag. 485) |
|        | Malvasia (Cesena) (la blasonatura non è stata ancora caricata) (citato in BLCW) Immagine in Blasone Cesenate. |
|        | Malvasia dalla Serra Gabrielli o Malvasia dalla Serra Tortelli Ghisilardi (Bologna aquila coronata di nero su oro - monte a 3 cime di oro uscente dalla partizione cimato da mezzo drago dello stesso su azzurro - capo d'Angiò (citato in LEOM) |
|        | Malvasia dalla Serra Gabrielli o Malvasia dalla Serra Tortelli Ghisilardi (Bologna aquila coronata di nero su oro - interzato in fascia di argento - di argento a 3 bande di azzurro - e di rosso pieno - monte a 3 cime di oro uscente dalla punta cimato da mezzo drago dello stesso su azzurro - capo d'Angiò - torre di argento a 2 palchi uscente dalla punta su azzurro - capo d'Angiò (citato in LEOM) |
|        | Malvasia dalla Serra Gabrielli (Bologna aquila di nero coronata di oro su oro - drago nascente da monte di 3 cime uscente dalla punta tutto di oro su azzurro (citato in LEOM) |
|        | Malveto (Sicilia) di rosso, con catene d'oro poste in doppia cinta in croce, ed in croce di s. Andrea (citato in (32)) Notizie storiche in Famiglie nobili di Sicilia. |
|        | Malvezzi (Brescia) d'argento, al camoscio al naturale, slanciato, accompagnato da tre rose di rosso (citato in (2) – pag. 101 e in DAlena) |
|        | Malvezzi d'azzurro, alla banda d'oro (citato in (5) - pag. 110) |
|        | Malvezzi (Bologna) d'azzurro, alla banda d'oro; sul tutto d'oro, all'aquila coronata di nero; al capo d'Angiò (citato in (9) – pag. 490) |
|        | Malvezzi (Bologna) d'azzurro, alla banda d'oro; al capo d'Angiò (citato in (9) – pag. 490) |
|        | Malvezzi (Vicenza, Canavese) D'azzurro, alla banda d'oro, con il capo d'Angiò alias D'azzurro, alla banda d'oro, carica in cuore di uno scudetto d'oro, all'aquila coronata, di nero, con il capo d'Angiò alias D'azzurro, alla banda d'oro, carica in cuore di uno scudetto di rosso, all'aquila coronata, d'argento, con il capo d'Angiò (citato in (28))                                                   |
|        | Malvezzi (Cesena) (la blasonatura non è stata ancora caricata) (citato in BLCW) Immagine in Blasone Cesenate. |
|        | Malvezzi-Albertoni (Cremona) Titolo: nobili dell' I. A. d'azzurro all'albero al naturale accompagnato da quattro stelle di sei raggi d'oro e nutrito sulla campagna di verde attraversata in fascia da un fiume carico di un tonno, il tutto al naturale (citato in BLCR) Immagine in Blasonario Cremonese (archiviato dall'url originale il 7 aprile 2014).                                                  |
|        | Malvezzi Campeggi o Malvezzi de Medici banda di oro su azzurro - capo d'Angiò (citato in LEOM) |
|        | Malvezzi Campeggi o Malvezzi de Medici (Bologna, Firenze, Roma) banda di oro su azzurro - capo d'Angiò - mezza aquila bicipite di nero coronata alla reale di oro su oro - cane levriero rampante di nero collarinato di rosso su oro (citato in LEOM) |
|        | Malvezzi de Medici (Bologna) alerione di argento su scudetto di rosso su banda di oro su azzurro - capo d'Angiò (citato in LEOM) |
|        | Malvezzi de Medici (Bologna) 6 palle poste in orlo di cui la superiore di azzurro caricata di 3 gigli di oro posti 2,1 e le altre di rosso tutto su oro - aquila di nero coronata di oro su scudetto di rosso su - banda di oro su azzurro - capo d'Angiò (citato in LEOM) |
|        | Malvica (Sicilia) di azzurro, con un leene d'oro sormontato da tre stelle d'argento allineate in fascia (citato in (32)) Notizie storiche in Famiglie nobili di Sicilia. |
|        | Malvicini Fontana (Piacenza) croce ridotta trifogliata di oro su azzurro - croce scaccata di argento e di azzurro (2file) su rosso (citato in LEOM) |
|        | Malvicino (Saluzzo, Pinerolo) Inquartato, al 1° e 4° d'azzurro, alla croce trifogliata, d'oro, al 2° e 3° di rosso, alla croce scaccata d'argento e d'azzurro Motto: Hoc virtutis opus (citato in (28)) |
|        | Malvinni Malvezzi (Roma, Matera) aquila di argento su scudetto di rosso su banda di oro su trinciato di azzurro e di rosso - lambello (5 gocce) di rosso 4 gigli di oro su azzurro in alto a destra - scaglione di argento 3 crocette di Malta dello stesso su rosso poste 2,1 (citato in LEOM) |
|        | Malvinni Malvezzi (Roma, Matera) aquila di argento coronata di oro su scudetto di rosso su - banda di oro su azzurro - scaglione di argento accompagnato da - 3 crocette di Malta dello stesso poste 2,1 su rosso - capo d'Angiò (citato in LEOM) |
|        | Malvolti (Toscana) (DE) In Gold-rot geteiltem Feld 1 dreisprossige schwarze Leiter (citato in KHIF) |
|        | Malvolti (Ferrara) 3 gigli di oro posti 2,1 su azzurro - testa di uomo di profilo al naturale attorcigliata di argento su rosso - braccio sinistro vestito di verde uscente da sinistra afferrante con la mano di carnagione un fiore al naturale su argento - banda scaccata di argento e di nero (2file) su azzurro (citato in LEOM)                                                                        |
|        | Malvolti (Conegliano Veneto, Carpenedo, Torino) 5 rose di argento poste in croce di Sant'Andrea su partito di rosso e di azzurro (citato in LEOM) |
|        | Malvolti (Cesena) (la blasonatura non è stata ancora caricata) (citato in BLCW) Immagine in Blasone Cesenate. |

### Mam
| Stemma | Casato e blasonatura |
| ------ | --- |
|        | Mambilla (Genova, Savona) avambraccio destro uscente da destra vestito di rosso afferrante con la mano di carnagione una spada di argento manicata di oro posta in palo punta in alto su azzurro (citato in LEOM) |
|        | Mambrini (Cesena) (la blasonatura non è stata ancora caricata) (citato in BLCW) Immagine in Blasone Cesenate. |
|        | Mameli (Genova) D'oro alla torre di due palchi di rosso, merlata alla ghibellina, accostata dalle due metà di una stella di 6 raggi di rosso e fondata sulla campagna di verde (citato in DAlena) torre a 2 palchi di rosso su terrazzo di verde merlata alla ghibellina affiancata dalle 2 metà di una stella (6 raggi) di rosso tutto su oro (citato in LEOM)       |
|        | Mameli (Sardegna) (la blasonatura non è ancora caricata) |
|        | Mami (Cesena) torre al naturale su terrazzo di verde su argento - 3 stelle (6 raggi) di oro poste in fascia su azzurro in capo (citato in LEOM) (la blasonatura non è stata ancora caricata) (citato in BLCW) Immagine in Blasone Cesenate. |
|        | Mamiani (Cesena) (la blasonatura non è stata ancora caricata) (citato in BLCW) Immagine in Blasone Cesenate. |
|        | Mamiani della Rovere (Pesaro) albero di rovere a 4 rami incrociati per 2 volte di oro su azzurro - orso seduto al naturale su azzurro (citato in LEOM) |
|        | Mammaccini (Volterra) D'azzurro, al monte di sei cime d'oro, sostenente un uccello posato al naturale (citato in (26)) |
|        | Mammarella della Daunia (Daunia in antichità, attualmente Toscana) Arma antica: Trinciato, nel primo di rosso a tre stelle d'oro, nel secondo di verde al leone d'argento Arma riportata a Villa Eden: D'oro, alla croce patente ridotta di rosso, caricata da una lettera M d'azzurro e da una lettera D nel primo, sul braccio superiore (citato in LOMO e in RAIT) |
|        | Mamming (Terlago) lettera X maiuscola troncata di nero e di oro su scudetto troncato di oro e di nero su - 2 teste e colli di stambecco di nero affrontati alla tedesca su oro - inquartato di argento e di rosso - banda scaccata di oro e di azzurro (2 file) su rosso (citato in LEOM)                                                                             |
|        | Mammoli (Napoletano) (la blasonatura non è stata ancora caricata) (citato in (31)) |
|        | Mamoli (Reggio Emilia, Bologna, Roma, Torino, Udine, Padova) bambino (putto) di carnagione in maestà avente una sciarpa e un perizoma di oro tenente in destra una stella (8 raggi) dello stesso su terrazzo di verde su azzurro (citato in LEOM) |

### Mana
| Stemma | Casato e blasonatura |
| ------ | --- |
|        | Manachi (Toscana) (DE) Durch 1 roten Balken, dieser oben besetzt mit 3 goldenen Haken, geteilt: Oben ledig blau, unten 5mal silber-blau gespalten (citato in KHIF) |
|        | Manadori (Firenze) Di..., a due liocorni inalberati affrontati di...; e alla fascia attraversante di..., caricata di quattro lioncelli di..., affrontati due a due (citato in (26)) |
|        | Manafria (Sicilia) Titolo: barone di Favarotta, Bifera di verde, con tre fasce d'argento, la prima sormontata da una zampa di leone d'oro posta in fascia (citato in (32)) Corona di barone Notizie storiche in Famiglie nobili di Sicilia. |
|        | Manara (Cremona) Giglio (citato in DAlena) (la blasonatura non è stata ancora caricata) (Immagine nella Raccolta stemmi Trippini (JPG).) alias (la blasonatura non è stata ancora caricata) (Immagine nella Raccolta stemmi Trippini (JPG).) |
|        | Manara (Milano) fascia di oro abbassata su azzurro - in alto 7 gigli di argento posti 3,4 sormontati da - lambello (4 gocce) dello stesso - campagna di argento caricata da una scure al naturale posta in fascia lama a sinistra (citato in LEOM) |
|        | Manara (Cremona) Titolo: signori di Grumello e di Canserio d'azzurro alla fascia d'oro abbassata, sormontata da sette gigli d'argento ordinati 3 e 4, i tre del capo divisi da un lambello d'argento di quattro pendenti, e la campagna dello stesso caricata da un'ascia al naturale con la lama rivolta verso il basso (citato in BLCR) Immagine in Blasonario Cremonese (archiviato dall'url originale il 7 aprile 2014).                                             |
|        | Manara (Parma) 2 scuri di argento incrociate le lame all'esterno legate in basso da una catena dello stesso su troncato di azzurro e di rosso - stella (6 raggi) di argento in alto al centro su azzurro (citato in LEOM) |
|        | Manaresi (Cesena) (la blasonatura non è stata ancora caricata) (citato in BLCW) Immagine in Blasone Cesenate. |
|        | Manassei (Prato) Partito: nel 1° d'argento, al leone di nero; nel 2° fasciato di sei pezzi di rosso e d'argento (citato in (26)) |
|        | Manassei (Terni, Roma) leone passante al naturale su bastone di rosso posto in banda accompagnato in alto a sinistra da - giglio dello stesso tutto sull'argento del troncato di argento e - fasciato innestato di 4 pezzi di rosso e di argento - capo d'Angiò (citato in LEOM) |
|        | Manassero (Benevagienna, Mondovì) Titolo: consignore di Costigliole Saluzzo Troncato, d'argento, e d'azzurro, alla mezzaluna del primo, crescente, sormontata da una stella di sei raggi, d'oro (citato in (28) e in (34)) alias Troncato, d'azzurro, a tre bande d'argento, e d'azzurro, cucito, alla mezzaluna d'argento, crescente, sormontata da una stella di sei raggi, d'oro (citato in (28) e in (34)) Cimiero: la stella del campo Motto: Mane seroque lucescit |
|        | Manassero (Benevagienna, Cuneo, Torino) Titolo: nobile Troncato, d'argento, e d'azzurro, alla mezzaluna del primo, crescente, sormontata da una stella di sei raggi, d'oro (citato in (28) e in (34)) luna montante di argento sormontata da - stella (6 raggi) di oro sull'azzurro del - troncato di argento e di azzurro (citato in LEOM) Motto: Mane seroque lucescit                                                                                                 |

### Manc
| Stemma | Casato e blasonatura |
| ------ | --- |
|        | Manca (Sassari, Cagliari, Roma, Parigi) di rosso al sinistrocherio armato d'argento movente dal fianco destro ed impugnante una spada al naturale alta in palo; in punta dello scudo un elmo d'argento di fronte, semiaperto, ornato di 3 penne di struzzo d'argento e d'azzurro Motto: Labor omnia vincit (citato in DAlena) |
|        | Manca (Cagliari) (la blasonatura non è ancora caricata) (Immagine nella Raccolta stemmi Trippini (JPG).) |
|        | Manca (Sassari) (la blasonatura non è ancora caricata) (Immagine nella Raccolta stemmi Trippini (JPG).) |
|        | Manca Guiso (Sardegna) (la blasonatura non è ancora caricata) (citato in (12)) |
|        | Manca o Manca dell'Asinara o Manca di Valle Ombrosa di Villahermosa o Manca Santa Croce o Manca di Busachi (Parigi, Cagliari) braccio destro armato di argento uscente da destra impugnante con la mano di carnagione una spada corta posta in palo punta in alto dello stesso - elmo di argento in maestà piumato di azzurro posto in punta tutto su rosso (citato in LEOM) |
|        | Mancassola Pusterla (Piacenza) aquila bicipite di nero coronata di oro su oro - 3 bande di rosso su oro (citato in LEOM) |
|        | Manci (Trento) braccio destro uscente dalla partizione e dalla punta vestito di rosso e posto in scaglione adagiato afferrante con la mano di carnagione 3 spighe di oro poste in sbarra su troncato di nero e di argento - 3 monti di argento al naturale uscenti dalla partizione su azzurro (citato in LEOM) |
|        | Mancia (Foligno) braccio sinistro uscente da sinistra vestito di rosso afferrante con la mano di carnagione una spiga di oro su azzurro (citato in LEOM) |
|        | Manciforte Sperelli (Montepulciano, Assisi) fascia di oro su azzurro - stella (8 raggi) di oro in alto su azzurro - pesce natante in un mare uscente dalla punta tutto al naturale su azzurro - 3 palle di argento su banda di azzurro su argento (citato in LEOM) |
|        | Mancinelli Scotti o Squarta (Narni) fascia di oro su - leone rampante dello stesso tenente una rosa al naturale in destra su azzurro - mezza aquila bicipite di nero coronata di oro su oro uscente da sinistra - banda di verde su oro - cometa di argento posta in palo in alto su oro - busto di moro di profilo rivolto al naturale vestito di rosso uscente dalla punta su oro (citato in LEOM) |
|        | Mancini (Roma) Titolo: Marchese d'azzurro a due pesci d'argento in palo. (FR) D'azur à deux poissons rangés en pal; d'argent (citato in CROL - pag. 475) |
|        | Mancini (Siena) Fasciato increspato d'azzurro e d'oro, al capo d'azzurro sostenuto da una divisa d'oro e caricato di una stella a sei punte dello stesso (citato in (26)) |
|        | Mancini (Siena) Di rosso, alla banda innestata d'oro e d'azzurro alias Di rosso, alla banda d'oro, caricata di un filetto ondato d'azzurro (citato in (26)) |
|        | Mancini (Pisa) Di rosso, all'albero (o ramo) di verde, accostato al tronco da due piedi umani affrontati d'argento alias Di rosso, all'albero (o ramo) di verde, accostato al tronco da due stivali affrontati d'argento (citato in (26)) |
|        | Mancini (Pescia) Di..., alla croce scorciata di... (citato in (26)) |
|        | Mancini (Firenze, Pescia) Fasciato di sei pezzi d'oro e di nero (citato in (26)) fasciato di oro e di nero (citato in LEOM) alias D'oro, a tre fasce di nero (citato in (26)) (DE) In Gold 3 schwarze Balken (citato in KHIF) alias Di nero, a tre fasce d'oro (citato in (26)) |
|        | Mancini (Cortona, Firenze) D'azzurro, alla fascia d'oro sostenente una croce latina dello stesso, e accompagnata in punta da una testa di leone pure d'oro, lampassata di rosso (citato in (26)) |
|        | Mancini (Roma, Napoli) Titolo: conti, nobili dei marchesi di Fusignano, nobili romani, nobili del Sacro Romano Impero, patrizi di Ancona, patrizi di Ferrara d'azzurro a due pesci d'argento (lucci ?) in palo Motto: lucia stirps claris olim lucebat alumnis (?) (citato in DAlena, in (29) e in (31)) Notizie storiche in Nobili napoletani. |
|        | Mancini (San Vittore) Titolo: conti di rosso, al leone d'oro tenente un luccio al naturale, posto in palo e volto in basso (?) (citato in (29)) |
|        | Mancini (Toscana) (DE) Unter 1 roten Schildhaupt in Silber 2 schwarze Balken (citato in KHIF) |
|        | Mancini (Toscana) (DE) Unter 1 mit 1 schräggelegten Wort LIBERTAS belegten silbernen? Schildhaupt in Silber 2 schwarze Balken (citato in KHIF) |
|        | Mancini (Milano) 2 pesci al naturale l'un sull'altro su azzurro - 2 scaglioni di rosso su argento - aquila di nero su oro in capo (citato in LEOM) |
|        | Mancini (Fermo) monte a 6 cime di verde uscente dalla punta infiammato di rosso su argento (citato in LEOM) |
|        | Mancini (Fermo) monte a 6 cime di verde uscente dalla punta su argento - stella (8 raggi) di oro in alto su argento (citato in LEOM) |
|        | Mancini (Fermo) mano sinistra di carnagione uscente da monte a 3 cime di verde afferrante un pugnale di argento posto in sbarra su azzurro (citato in LEOM) |
|        | Mancini (Bologna) braccio sinistro vestito di verde uscente da sinistra afferrante con la mano di carnagione serpente ondeggiante in palo di verde - monte a 3 cime ristrette dello stesso uscente dalla punta su rosso (citato in LEOM) |
|        | Mancini (Rimini) avambraccio destro uscente da sinistra vestito di oro afferrante con la mano di carnagione un albero di quercia sradicato di verde cimato da una aquila di nero su azzurro - parte superiore di una lancia punta di argento e asta di rosso in fascia punta a sinistra su fascia di argento su verde - 2 gigli di oro posti in palo su verde (citato in LEOM) |
|        | Mancini (Città di Castello) fascia di oro su azzurro - 2 coppie di leoni controrampanti di oro tenenti un giglio dello stesso in destra e in sinistra posti in palo su azzurro (citato in LEOM) |
|        | Mancini o Mancini Ridolfini Corazzi (Cortona, Firenze) sbarra di oro su azzurro - croce latina di oro a sinistra su azzurro (citato in LEOM) |
|        | Mancini o Mancini Ridolfini Corazzi (Cortona, Firenze) sbarra convessa di oro cimata da una croce latina dello stesso su azzurro - capo di Santo Stefano (citato in LEOM) |
|        | Mancini del Lion Rosso (Cortona, Firenze) D'azzurro, alla banda d'oro sormontata da una crocetta di rosso alias D'azzurro, alla sbarra d'oro sostenente una croce latina dello stesso alias D'azzurro, alla sbarra d'oro sostenente una croce latina dello stesso; con il capo di Santo Stefano (citato in (26)) |
|        | Mancini di Lorenzo (Siena) Di..., al lupo rapace di... alias Di..., al cane rampante di... (citato in (26)) |
|        | Mancini di San Vittore (Napoletano) inquartato: nel 1° di rosso al leone al naturale tenente con le zampe anteriori un pesce d'argento in palo (Mancini); nel 2° d'azzurro al palo cucito di rosso, caricato di tre stelle ad otto raggi d'oro ed accostato da due leoni controrampanti dello stesso sostenuti da un mare in punta d'argento fluttuoso del campo (Marinelli); nel 3° d'argento al cedro di verde sradicato e fruttato d'oro (Cedronio); nel 4° bandato di rosso e d'argento, col capo d'argento caricato da una rosa rossa posta su una piccola fascia d'oro caricata da un'anguilla d'azzurro (Orsini) (citato in (31)) Cimiero: una sirena dalla coda doppia al naturale Motto: Lucia stirps claris olim lucebat alumnis |
|        | Mancini Spinucci di Milanow (Fermo) braccio sinistro uscente da sinistra vestito di verde afferrante con la mano di carnagione un serpente ondeggiante di verde in palo uscente da monte a 3 cime dello stesso uscente dalla punta su rosso - 2 rami spinosi di verde intrecciati su fascia di argento su azzurro - 3 stelle (8 raggi) di oro poste 1,2 su azzurro - rosa di argento su azzurro - capo di Polonia (citato in LEOM) |
|        | Mancini Uberti o Mancini Uberti della Scala (Toscana) (DE) Gespalten: Vorne in Gold 1 rechtshalber schwarzer Adler am Spalt, überhöht von 1 silbernen Krone, hinten gold-blau geschacht (citato in KHIF) |
|        | Mancino o Manzini (Siracusa, Palermo, Lentini, Catania) Titolo: barone di Ogliastra, Tummini nel 1° d'oro, con due bande d'azzurro; nel 2° d'azzurro, con due pesci mancini d'argento posti in palo (citato in DAlena, in Mango e in (32)) Corona di barone Notizie storiche in Famiglie nobili di Sicilia. |
|        | Manco (Tropea) D'azzurro alla banda d'oro accompagnata in capo da una cometa dello stesso (citato in BLCL) Immagine in Tropea Magazine. |
|        | Mancuso (Catanzaro) D'argento a due pesci d'argento guizzanti ed affrontati in palo (citato in DAlena e in BLCL) |
|        | Mancuso (Taormina) Titolo: barone di Fiumefreddo, San Basile troncato: nel 1° d'oro, nel 2° un mare d'argento, ombrato d'azzurro, caricato da due pesci d'argento, montanti uno sull'altro in fascia (citato in DAlena e in Mango) d'oro, con due pesci d'argento nuotanti in un mare d'azzurro (citato in (32)) Corona di barone Notizie storiche in Famiglie nobili di Sicilia. |

### Mand
| Stemma | Casato e blasonatura |
| ------ | --- |
|        | Mandastre (Molise) (la blasonatura non è stata ancora caricata) (citato in DAlena) |
|        | Mandelli (Catanzaro) Di verde a tre leopardi d'oro (citato in DAlena e in BLCL) |
|        | Mandelli (Verona) Serpente (citato in DAlena) |
|        | Mandelli (Piacenza) Titolo: signori di Pavone di Alessandria, Pecetto, Piovera Di rosso, a tre leopardi d'oro, collarinati di una corona d'azzurro, posti uno sull'altro alias Di rosso, a tre leopardi d'oro, uno sull'altro Motto: Loyauté passe tout (citato in (28)) |
|        | Mandelli (Vercelli) Di rosso, a tre leopardi d'oro, uno sull'altro (citato in (28)) |
|        | Mandelli (Milano, Alba) Di rosso, a tre leopardi d'oro, uno sull'altro (citato in (28)) |
|        | Mandelli (Milano) 3 leopardi sdraiati posti un sull'altro di oro collarinati di azzurro tutto su rosso - campagna di argento caricata da una ala di nero accompagnata in alto dalla lettera L e in punta dalle lettere P e T tutte maiuscole di nero (citato in LEOM) |
|        | Mandelli (Barge, Carmagnola) Di rosso, a tre leopardi d'oro, uno sull'altro Motto: Sed non deficiunt (citato in (28)) |
|        | Mandelli (Napoletano) (la blasonatura non è stata ancora caricata) (di rosso, a tre spade d'oro, poste in banda e ordinate in sbarra) (citato in (31)) |
|        | Mandello (la blasonatura non è stata ancora caricata) (citato in DAlena) |
|        | Manderi (Sicilia) d'argento, al braccio vestito di verde, movente dal fianco sinistro dello scudo, la mano di carnagione impugnante un giglio d'oro gambuto e fogliato di verde, accompagnato da tre stelle d'azzurro, poste 2 in capo, ed 1 in punta (citato in Mango) |
|        | Mandile (Catanzaro) D'azzurro a tre pali d'oro (citato in DAlena e in BLCL) |
|        | Mandolini di rosso allo scaglione rovesciato, doppiomerlato di argento, con in capo una stella d'oro (citato in (4) – Vol. II pag. 137) |
|        | Mandosi (Roma) (la blasonatura non è stata ancora caricata) (Immagine nell' Archivio Storico Capitolino (PDF) (archiviato dall'url originale il 4 marzo 2016).) |
|        | Mandrini (Tortona) Titolo: conti di Lobbi Troncato d'oro e di rosso, alla torre di mattoni di due palchi, merlata di tre pezzi, al naturale, sinistrata da un alberello di verde, fiorito di bianco, il tutto attraversante alias Troncato d'oro e di rosso, alla torre di due palchi, d'argento, merlata alla guelfa di tre pezzi, sinistrata da un alberello di verde, fiorito d'argento, il tutto attraversante Motto: Hic constans hic florens (citato in (28)) |

### Mane
| Stemma | Casato e blasonatura |
| ------ | --- |
|        | Manelli (Toscana) (DE) In Rot 3 schräggelegte gestürzte silberne Schwerter schräglinksbalkenweise (citato in KHIF) |
|        | Manellini (Pisa) Di..., al destrocherio di..., vestito di..., impugnante una torcia di..., accesa di... (citato in (26)) |
|        | Manenti (Siena) D'argento, a tre fasce doppiomerlate di rosso, abbassate sotto una rosa dello stesso (citato in (26)) |
|        | Manenti (Trevi) (la blasonatura non è stata ancora caricata) Notizie storiche nel sito della Associazione Pro Trevi. |
|        | Manenti (Sarteano) Titolo: conti (la blasonatura non è stata ancora caricata) (citato in BNDD) Immagine ne L'araldica sarteanese nei secoli. |
|        | Maneo (Rovigo) troncato semipartito di rosso di azzurro e di oro - castello a 2 torri di oro merlato alla ghibellina uscente dalla troncatura su rosso aperto e finestrato del campo - braccio destro uscente da destra vestito di rosso afferrante con la mano di carnagione una spada posta in banda al naturale il tutto su semipartito di azzurro e di oro (citato in LEOM) |
|        | Maneri (Sicilia) D'argento, con un braccio al naturale vestito di verde movente dal fianco sinistro dello scudo, impugnante un ramo di gigli d'oro gambuti e fogliati di verde, accompagnato da tré stelle di azzurro poste 2 in capo, ed 1 in punta (citato in (32)) Notizie storiche in Famiglie nobili di Sicilia.                                                           |
|        | Manetti (Siena) Partito d'argento e di rosso (citato in (26)) |
|        | Manetti o Manetti dell'Unicorno (Firenze) D'azzurro, a due branche di leone d'oro poste in palo affrontate, e accompagnate da due stelle a otto punte dello stesso, 1.1 (citato in (26)) (DE) In Blau 2 senkrecht gelegte abgerissene goldene Löwenpranken balkenweise, begleitet oben und unten von je 1 achtstrahligen goldenen Stern (citato in KHIF)                        |
|        | Manetti (Firenze) Di rosso, al cane rampante d'argento, collarinato d'oro alias Di rosso, al cane passante d'argento, collarinato d'oro (citato in (26)) |
|        | Manetti (Firenze) D'argento, alla banda d'azzurro, caricata di tre crescenti d'oro, volti nel senso della pezza (citato in (26)) |
|        | Manetti (Firenze) Trinciato di... e di..., al leone leopardito di... posto nel primo punto (citato in (26)) |
|        | Manetti (Toscana) (DE) In Rot 1 silberner Schrägbalken (citato in KHIF) |
|        | Manetti (Firenze) banda di oro su rosso accompagnata da - 2 lettere F maiuscole di oro poste in sbarra (citato in LEOM) |
|        | Manetti a Pontormo (Firenze) Di rosso, alla stella a otto punte d'oro, racchiusa in una ghirlanda di verde alias Di rosso, alla stella a otto punte d'oro, racchiusa in una ghirlanda d'oro (citato in (26)) |
|        | Manetti delle Stelle (Firenze) D'azzurro, alla banda d'argento, caricata di tre rose di rosso e accompagnata da due stelle a otto punte d'oro, 1.1 alias D'azzurro, alla sbarra d'argento, caricata di tre rose di rosso e accompagnata da due stelle a otto punte d'oro, 1.1 (citato in (26))                                                                                  |
|        | Manettus (Toscana) (DE) Unter 1 roten Schildhaupt, darin 1 silberbebandetes silbernes Jagdhorn, 7mal silber-rot gespalten (citato in KHIF) |

### Manf
| Stemma | Casato e blasonatura |
| ------ | --- |
|        | Manfredi (Faenza) Titolo: conti di Bosco Marengo inquartato d'oro e d'azzurro (citato in (5) - pag. 138 e in (28)) alias Inquartato d'oro e d'azzurro, con il capo d'argento, carico di tre gigli d'oro, cuciti, sormontati da un lambello di quattro pendenti, di rosso alias Inquartato d'azzurro e d'argento (citato in (28)) |
|        | Manfredi (Cesena) (inquartato d'argento e d'azzurro) (citato in BLCW) Immagine in Blasone Cesenate. |
|        | Manfredi d'argento, alla croce ritrinciata e pomata d'azzurro (citato in (5) - pag. 154) |
|        | Manfredi (Firenze) Di rosso, al leopardo illeonito d'argento, con la coda bifida (citato in (26)) |
|        | Manfredi (Cherasco) Bandato di rosso e d'argento Motto: In te Domino confido (citato in (28)) |
|        | Manfredi (Monopoli, Napoli, Portici) Titolo: nobili di Monopoli d'azzurro al rovere al naturale terrazzato di verde, al capo di due gigli d'oro sinistrata da un leone al naturale (citato in (29)) |
|        | Manfredi (Monopoli, Portici) albero di rovere al naturale a 4 rami incrociati per 2 volte su terrazzo di verde affiancato a destra da - leone passante al naturale su azzurro - 2 gigli di oro posti in fascia in alto su azzurro (citato in LEOM) |
|        | Manfredi (Chioggia) (la blasonatura non è stata ancora caricata) (citato in Araldica gentilizia (archiviato dall'url originale il 24 settembre 2015).) |
|        | Manfredi (Sicilia) D'oro, con la croce trifogliata d'azzurro (citato in (32)) Notizie storiche in Famiglie nobili di Sicilia. |
|        | Manfredi (Milano, Roma) scorpione di nero posto in palo visto di dorso sormontato da - 3 rose di rosso poste in fascia tutto su oro (citato in LEOM) |
|        | Manfredi de Blasis (Roma) aquila ali abbassate (volo) partita di oro e di argento - cimata da stella (6 raggi) di argento tutto su rosso (citato in LEOM) |
|        | Manfredi di Faenza (Cesena) (la blasonatura non è stata ancora caricata) (citato in BLCW) Immagine in Blasone Cesenate. |
|        | Manfredini (Pistoia) Di verde, al monte di sei cime d'oro, e al capo di rosso caricato di un anello d'oro, incastonato d'argento (citato in (26)) |
|        | Manfredini (Padova, Bastia di Rovolon, Ferrara, Rovigo, Verona, Venezia, Treviso, Milano, Roma) Leone rampante al naturale su oro (citato in LEOM) |
|        | Manfrin o Lamberti inquartato al 1º e 4º d'azzurro al leone al naturale; al 2º e 3º di rosso alla banda d'oro, accompagnata da due stelle (6) dello stesso (citato in (4) - Vol. IV pag. 29) leone rampante al naturale su azzurro - banda di oro su rosso - 2 stelle (6 raggi) poste in sbarra di oro su rosso (citato in LEOM) Motto: Si Deus pro nobis quis contra nos? |
|        | Manfrini (Fano) bue passante rivolto al naturale su terrazzo di verde su azzurro - cometa di argento posta in palo affiancata da - 2 stelle (6 raggi) dello stesso in alto su azzurro - aquila rivolta di nero coronata di oro su oro (citato in LEOM) |
|        | Manfroni (Roma) (la blasonatura non è stata ancora caricata) (Immagine nell' Archivio Storico Capitolino (PDF) (archiviato dall'url originale il 4 marzo 2016).) |
|        | Manfroni (Cles) corona marchionale di oro su scudetto di nero bordato di oro su - guerriero armato di tutto punto al naturale posto di tre quarti verso destra con gonnellino di rosso spada in destra e scudo ovale di nero orlato di oro e caricato di una stella (5 raggi) dello stesso in sinistra su terrazzo di verde su argento - braccio destro uscente da destra di carnagione con manica corta rivoltata di argento afferrante con la mano una bilancia di oro la cui asta termina con una croce patente dello stesso tutto su rosso - aquila rivolta di nero su rosso - 2 monti al naturale di verde uscenti dalla punta sormontati da - sole raggiante di oro tutto su argento (citato in LEOM) |
|        | Manfroni (Caldes) (FR) Écartelé aux 1 et 4 d'azur à un chevalier armé de toutes pièces d'argent posé de front sur une terrasse de sinople la visière levée le casque panaché tenant de sa main dextre un sabre et de sa senestre une rondache au 2 d'azur à une colombe d'argent volante en bande la tête en bas acc d'une nuée d'argent mouvant du canton senestre du chef au 3 d'azur à un soleil d'or A une couronne d'or brochant sur les écartelures en abîme Casque couronné Cimier le chevalier du 1 issant Lambrequin d'or et d'azur (citato in RIET) |
|        | Manfroni di Manfort (Parma) corona di oro su scudetto di nero su - guerriero armato di tutto punto al naturale posto di tre quarti verso destra con gonnellino di rosso spada in destra e scudo ovale di argento caricato di una stella (6 raggi) di oro in sinistra su argento - braccio destro e sinistro uscenti da destra e da sinistra affrontati alla tedesca di carnagione con manica corta rivoltata di argento afferranti con la mano una bilancia di oro la cui asta termina con una croce patente dello stesso tutto su rosso (citato in LEOM e SPRET) |

### Mang
| Stemma | Casato e blasonatura |
| ------ | --- |
|        | Mangani (Firenze) Troncato di... e di..., all'albero sradicato attraversante di... (citato in (26)) |
|        | Mangano (Verona) stella (6 raggi) di oro su inquartato in croce di Sant'Andrea di azzurro e di argento (citato in LEOM) |
|        | Mangarda (Dogliani, Mondovì) Titolo: conti di S. Giuseppe Partito, al 1° palato di rosso e d'argento, al 2° d'argento a tre stelle d'azzurro, ordinate in palo; il tutto sotto un capo d'argento carico di un leone di rosso, nascente, impugnante con la branca destra una spada, al naturale (citato in (28)) |
|        | Mangelli (Forlì) d'azzurro, al gelso al naturale nodrito sulla pianura di verde, al manzo d'oro passante sul fusto del gelso (citato in (2) – pag. 286 e in DAlena) |
|        | Mangiacavoli (Pisa) D'oro, alla pianta di cavolo sradicata di verde (citato in (26)) |
|        | Mangiadori (Pistoia) Di rosso, alla gemella in banda d'azzurro, accompagnata da due palle d'oro, 1.1 alias Di rosso, alla gemella in banda d'azzurro, accompagnata da due bisanti d'oro, 1.1 (citato in (26)) |
|        | Mangiadori (San Miniato, Firenze) Di rosso, alla saracinesca di tre traverse d'argento (citato in (26)) (DE) In Gold 1 dreisprossige rote Leiter (citato in KHIF) |
|        | Mangiante (Messina) d'argento, con tre sbarre di nero, ed una banda di rosso trinciata di nero, attraversante sul tutto (citato in (32)) Notizie storiche in Famiglie nobili di Sicilia. |
|        | Magiardi (Verzuolo, Torino) Titolo: baroni Troncato, d'azzurro, a tre stelle d'oro, male ordinate, e di rosso, alla banda d'argento Motto: Mane seroque lucescit (citato in (28)) |
|        | Mangiaruga o Mangiaruva (Messina) d'azzurro, al ramo di ruca al naturale, accollante una colonna d'argento terrazzata di verde, sinistrata dal leone d'oro, rampante contro la medesima, cimata dall'aquila spiegata di nero (citato in Mango) ramo di pianta rampicante simile all'edera (ruca o ruchetta) al naturale accollata ad una colonna di argento su terrazzo di verde su azzurro - leone rampante di oro verso la colonna - aquila di nero sulla cima della colonna su azzurro (citato in LEOM) |
|        | Mangiatroie (Firenze) D'azzurro, alla banda d'argento bordata di rosso, caricata di due porci passanti di nero, illuminati e lampassati di rosso (citato in (26)) |
|        | Mangiatroje (Toscana) (DE) In Silber 3 blaue Schrägbalken (citato in KHIF) |
|        | Mangiavacca o Magnavacca (Messina) d'oro, alla vacca di rosso, sostenuta da un monte di verde, movente dalla punta (citato in Mango) |
|        | Mangiavacche (Firenze) Di rosso, al rincontro e collo di bue d'oro, cornato d'argento (citato in (26)) |
|        | Mangieri (Firenze) Di..., a tre rincontri di bue di..., 2.1 (citato in (26)) |
|        | Mangieri (Firenze) D'oro, al palo d'argento, bordato di nero (citato in (26)) (DE) In Gold 1 schwarzbordierter silberner Pfahl (citato in KHIF) |
|        | Mangili (Alatri) braccio destro di carnagione uscente da destra afferrante con la mano un giglio di giardino di argento stelato e fogliato di verde su rosso (citato in LEOM) |
|        | Mangilli (Udine) 3 stelle (6 raggi) di oro su fascia di azzurro su troncato di argento e di rosso - giglio di oro su argento - 2 zampe di leone recise incrociate di oro su rosso (citato in LEOM) |
|        | Mangini (Firenze) Troncato: nel 1° d'oro, a tre rami di rosaio di verde, fioriti di un pezzo di rosso, 1.2; nel 2° di rosso, alla testa di moro rivolta di nero, attortigliata d'argento (citato in (26)) |
|        | Mangione (Sicilia) d'azzurro, al calice d'oro, contenente tre gigli al naturale, uno aperto e due laterali chiusi (citato in Mango e in (32)) giglio aperto e 2 boccioli di argento stelati e fogliati di verde uscenti da una coppa di oro su azzurro (citato in LEOM) Notizie storiche in Famiglie nobili di Sicilia. |
|        | Mangioni (Firenze) Scaccato d'argento e d'azzurro, al capo del secondo caricato di un'aquila dal volo abbassato del primo alias Scaccato d'oro e d'azzurro, al capo del secondo caricato di un'aquila dal volo abbassato del primo alias Scaccato d'argento e d'azzurro, al capo del secondo caricato di un'aquila dal volo abbassato del primo; il tutto abbassato sotto il capo d'Angiò alias Scaccato d'oro e d'azzurro, al capo del secondo caricato di un'aquila dal volo abbassato del primo; il tutto abbassato sotto il capo d'Angiò alias Scaccato d'argento e d'azzurro, al capo del secondo caricato di un'aquila dal volo abbassato del primo nascente dalla base del capo alias Scaccato d'oro e d'azzurro, al capo del secondo caricato di un'aquila dal volo abbassato del primo nascente dalla base del capo (citato in (26))                                                                                        |
|        | Mango (Napoli, Palermo) Titolo: barone di Castelluzzo; marchese di Casalgerardo d'azzurro, al leone d'oro impugnante con la zampa posteriore destra uno scudo d'argento, accompagnato in capo a destra da una cometa d'oro ondeggiante in banda, e la banda d'oro, caricata da tre stelle d'otto raggi del campo, attraversante (citato in Mango e in (32)) 3 stelle (8 raggi) di azzurro su banda di oro su - leone rampante dello stesso con scudo affiancato alla zampa destra posteriore su azzurro - cometa di oro posta in banda in alto su azzurro a sinistra (citato in LEOM) Cimiero: Un leone uscente d'oro, coronato dello stesso, impugnante con la zampa anteriore destra una spada d'argento, alta in palo Tenenti: Due guerrieri armati di tutto punto d'argento, impugnanti uno con la destra, l'altro con la sinistra una lancia d'oro Motto: Por Dios y por el rey Notizie storiche in Famiglie nobili di Sicilia. |
|        | Mango (Sicilia) D'azzurro, con una banda d'oro caricata da un leone di rosso, sormontato da una cometa dello stesso (citato in (32)) Notizie storiche in Famiglie nobili di Sicilia. |
|        | Mangoni (Napoli, Cosenza) Titolo: conte, patrizio di Cosenza, predicato di Santo Stefano d'oro, alla fede vestita di rosso tenente fra le mani un ramo d'olivo in palo fruttifero e fogliato al naturale (citato in (2) – pag. 253, in DAlena e in (29)) fede di carnagione vestita di rosso tenente un ramo di olivo posto in palo di verde su oro (citato in LEOM) |
|        | Mangotto (Grenoble, Torino) Troncato, d'azzurro, all'agnello pasquale d'argento, e d'oro, alla stella (8), d'azzurro (citato in (28)) |
|        | Mangrado (Sicilia) D'azzurro, con una grue di oro, la testa rivoltata mirante tre cuori dello stesso, posti 2 e 1, nel fianco sinistro dello scudo (citato in DAlena e in (32)) Notizie storiche in Famiglie nobili di Sicilia. |

### Mani
| Stemma | Casato e blasonatura |
| ------ | --- |
|        | Mani (Firenze) D'azzurro, alla mano di carnagione vestita di rosso, uscente in palo dalla sommità di un monte di tre cime di verde, e indicante una stella a sei punte d'oro, posta in capo (citato in (26)) |
|        | Maniago (Udine, Maniago, Nogaredo al Torre) fasciato di verde e di argento (4 pezzi) (citato in LEOM) |
|        | Manicardi braccio destro uscente da destra vestito di oro reggente con la mano aperta di carnagione un cuore di rosso accompagnto da - 2 stelle (6 raggi) di oro poste in palo tutto sulla prima partizione di azzurro - leone rampante di oro sul rosso della seconda partizione (citato in LEOM) |
|        | Maniconi d'azzurro a due bande accompagnate da 2 stelle, il tutto d'oro (citato in (4) – Vol. II pag. 137) |
|        | Manieri (Siena) Losangato di nero e d'argento (citato in (26)) |
|        | Manieri (Firenze) Di rosso, all'aquila dal volo abbassato d'argento alias Troncato: nel 1° di rosso, all'aquila nascente d'argento; nel 2° palato di sei pezzi d'argento e di rosso; alla fascia di..., passata sulla troncatura, caricata di tre stelle a otto punte di rosso (citato in (26)) |
|        | Manieri (Abruzzo, L'Aquila) Titolo: patrizio dell'Aquila Spaccato: nel 1° d'oro alla mezz'aquila di nero uscente; nel 2° d'azzurro a tre pali d'argento; colla fascia dello stesso, caricata di tre stelle (6) di rosso, attraversante sulla partizione (citato in DAlena e in (29)) 3 stelle (6 raggi) di rosso su fascia di argento su troncato di oro e di azzurro - aquila nascente di nero dalla fascia su oro - 3 pali di argento su azzurro (citato in LEOM) |
|        | Manighi (Pisa) Troncato di rosso e d'argento, alla banda attraversante di verde (citato in (26)) |
|        | Manin (Passeriano, Venezia, Trieste, Umago, Verona, Montebelluna, Roma) inquartato: al 1º e 4º d'oro, al leone di rosso, coronato del campo, rivoltato; al 2º e 3º partito, di azzurro e di argento alla fascia di azzurro, con il dragone di rosso attraversante il primo punto, diritto e rivoltato (citato in (4) - Vol. IV pag. 310) leone rampante rivolto di rosso coronato di oro su oro - drago di rosso coronato di argento rampante rivolto a sinistra sulla fascia di azzurro su partito di azzurro e di argento (citato in LEOM) Cimieri: 1º la figura del Vulcano, vestita d'argento, rivoltata, nascente, tenente nelle due mani una freccia, rivoltata ed appuntata ad una incudine; 2º il corno dogale veneto; 3º il braccio armato tenente la spada Motto: Fortunam virtus vincere sola potest Sostegni: due leoni di rosso, affrontati |
|        | Manincor (Casez (Valle di Non), Trieste) braccio sinistro uscente da destra vestito di oro con polsino di rosso tenente con la mano di carnagione un cuore di rosso su azzurro - 2 stelle (6 raggi) di oro poste in palo su azzurro - leone rampante coda bifida di oro su rosso (citato in LEOM) |
|        | Manini (Venezia) inquartato: nel 1º e 4º d'oro, al leone di rosso rivoltato; nel 2º e 3º: partito: in a9 d'azzurro, al leone d'argento rivoltato; in b) d'oro, alla fascia d'azzurro (Immagine nella Raccolta stemmi Trippini (JPG).) |
|        | Manini (Parma) fascia di rosso su troncato di azzurro e di verde traversante - uno scettro di argento cimato da un giglio di oro afferrato dalla mano di carnagione di un avambraccio destro uscente da destra vestito di nero - 3 stelle (5 raggi) di argento poste 1,2 in alto su azzurro (citato in LEOM) |
|        | Manini (Remanzacco, Moruzzo) fascia di azzurro su partito di azzurro e di argento (citato in LEOM) |
|        | Maniscalco o Marescalco o Mariscalco (Messina) d'azzurro, al mare d'argento, fluttuoso di nero, movente dalla punta, sormontato da tre stelle d'argento, ordinate nel capo 2 e 1 (citato in Mango) |

### Mann
| Stemma | Casato e blasonatura |
| ------ | --- |
|        | Manna (Cremona) Grifone (citato in DAlena) |
|        | Manna o Manna-Roncadelli (Cremona) d'azzurro al grifone d'oro (citato in BLCR) Immagine in Blasonario Cremonese (archiviato dall'url originale il 7 aprile 2014). |
|        | Manna Roncadelli (Cremona) troncato semipartito di azzurro di rosso e di oro - grifo rampante rivolto di oro su azzurro - leone rampante coronato di oro su rosso - 3 fasce di rosso su oro (citato in LEOM) |
|        | Mannaioni o Mannaioni della Terza(Firenze) Troncato d'azzurro e di rosso, al leone d'oro nel primo, tenente nelle branche anteriori una mannaia d'argento (citato in (26)) alias Di rosso, alla fascia diminuita d'azzurro accompagnata in capo da una mannaia d'argento e in punta da un albero al naturale nodrito sul terreno dello stesso e addestrato da un leone rivolto d'azzurro, rampante al tronco (citato in (26)) (DE) In Rot 1 1 grünen Schildfuß besetzender naturfarbener Laubbaum, begleitet rechts von 1 linksgewendeten blauen Löwen und überhöht von 1 erhöhten blauen Balken, dieser oben begleitet von 1 gestürzten silbernen Beilklinge (citato in KHIF) |
|        | Mannaioni (Fiernze) D'azzurro, alla scure d'arme d'argento, tenuta in palo da due leoni affrontati al naturale, con le code a due punte decussate, sostenuti dal terreno di verde (citato in (26)) |
|        | Mannamo (Messina) Titolo: principe di Mola, marchese di Condagusta, barone di Lando, signore della terra e del castello di Mola di rosso al pino d'argento, sulla campagna al naturale (citato in (29)) di rosso, al pino d'argento, nodrito sulla campagna al naturale (citato in Mango) albero di pino di argento su terrazzo al naturale su rosso (citato in LEOM) alias Di rosso, con l'albero di manna d'argento, nodrito sovra una zolla dello stesso, movente dalla punta (citato in (32)) albero di orniello o frassino (albero della manna) sopra un ristretto al naturale uscente dalla punta tutto di argento su rosso (citato in LEOM) Elmo di nobile antico Notizie storiche in Famiglie nobili di Sicilia. |
|        | Mannamo (Messina) Titolo:signore delle Terre e castello di Mola; barone di Lando; marchese di Condagusta; principe di Mola d'azzurro alla sbarra d'argento dentata d'ambo i lati di 4 pezzi di nero (citato in (32)) sbarra di argento doppiomerlata di 4 pezzi di nero su azzurro (citato in LEOM) Notizie storiche in Famiglie nobili di Sicilia. |
|        | Mannarini (Trevi) (la blasonatura non è stata ancora caricata) Notizie storiche nel sito della Associazione Pro Trevi. |
|        | Mannarino (Catanzaro) D'azzurro al cavallo allegro d'argento passante su di una campagna di verde uscente dalla punta (citato in DAlena e in BLCL) |
|        | Mannelli (Siena) D'azzurro, alla banda d'oro accompagnata da due teste di leone dello stesso, l'una nel cantone sinistro del capo e l'altra nel cantone destro della punta (citato in (26)) |
|        | Mannelli (Pistoia) D'oro, a tre spade basse d'azzurro, poste in sbarra e ordinate in banda alias D'oro, a tre scimitarre basse d'azzurro, poste in sbarra e ordinate in banda (citato in (26)) |
|        | Mannelli (Firenze) Di rosso, a tre spade basse d'argento poste in banda e ordinate in sbarra (citato in (26)) (DE) In Rot 3 schräggelegte gestürzte silberne Degen schrägbalkenweise (citato in KHIF) (Immagine nella Raccolta stemmi Trippini (JPG).) alias Di rosso, a tre spade basse d'argento poste in banda e ordinate in sbarra, con il capo del Popolo fiorentino (citato in (26)) (DE) Unter 1 silbernen Schildhaupt, darin 1 rotes Kreuz, in Rot 3 schräggelegte gestürzte silberne Schwerter schrägbalkenweise (citato in KHIF) alias Trinciato d'argento e di rosso, a due palle dell'uno nell'altro (citato in (26)) alias Di rosso, a tre spade basse d'argento poste in banda e ordinate in sbarra, con il raggio di carbonchio d'oro attraversante sul tutto (citato in (26)) alias Trinciato di rosso e d'argento, a due conchiglie dell'uno nell'altro (citato in (26)) |
|        | Mannelli (Messina) di rosso, a tre spade d'argento, poste in fascia (citato in Mango) |
|        | Mannelli Galilei Riccardi (Firenze) interzato in palo di rosso di oro e di azzurro - 3 spade di argento poste in banda un sull'altra punte al basso su rosso - scala a 3 pioli di rosso su oro - chiave di oro posta in palo ingegno a sinistra su azzurro (citato in LEOM) |
|        | Mannetti (Siena) Fasciato di sei pezzi d'argento e di nero (citato in (26)) |
|        | Manni (Pistoia) d'azzurro al destrocherio aperto vestito di rosso guarnito d'argento indicante due stelle d'oro a otto punte poste nel capo (citato in (4), (14), (15) e (16)) |
|        | Manni (Pistoia) D'azzurro, all'avambraccio posto in palo vestito di rosso, indicante con la mano di carnagione due stelle a otto punte d'oro, ordinate in capo (citato in (26)) alias D'azzurro, all'avambraccio posto in palo vestito di rosso, indicante con la mano di carnagione due stelle a sei punte d'oro, ordinate in capo (citato in (26)) alias D'azzurro, al sinistrocherio vestito di rosso, indicante con la mano di carnagione due stelle a otto punte d'oro, ordinate in capo (citato in (26)) (DE) In Blau 1 aus dem unteren Schildrand hervorkommender rotbekleideter Rechtarm, oben begleitet von 2 achtstrahligen goldenen Sternen (citato in KHIF) alias D'azzurro, al sinistrocherio vestito di rosso, indicante con la mano di carnagione due stelle a sei punte d'oro, ordinate in capo (citato in (26))                                                          |
|        | Manni (Pistoia) avambraccio destro uscente dalla punta vestito di rosso con polsino merlettato di argento con la mano di carnagione vista di dorso accompagnato in capo da - 2 stelle (6 raggi) di oro poste in fascia tutto su azzurro (citato in LEOM) |
|        | Manni (Siena) D'azzurro, alla banda d'oro caricata di tre stelle a sei punte del primo, e accompagnata da due stelle a sei punte del secondo, una in capo e una in punta (citato in (26)) alias D'azzurro, alla banda d'oro caricata di tre stelle a otto punte del primo, e accompagnata da due stelle a otto punte del secondo, una in capo e una in punta (citato in (26)) (DE) In Blau 1 goldener Schrägbalken, belegt mit 3 achtstrahligen blauen Sternen und beidseitig begleitet von je 1 achtstrahligen goldenen Stern (citato in KHIF) |
|        | Manni (Firenze) D'azzurro, alla banda d'argento caricata di una crocetta di rosso posta in mezzo a due gigli dello stesso posti nel senso della pezza, e accompagnata da due stelle a otto punte d'oro, 1.1 (citato in (26)) |
|        | Manni (Firenze) Di..., alla torre di..., sostenente due chiodi di... appuntati in pergola alle due estremità della merlatura (citato in (26)) |
|        | Manni (Firenze) Di..., al leone di... (citato in (26)) |
|        | Manni (Firenze) D'azzurro, alla banda d'oro caricata di tre stelle a otto punte del campo, e accompagnata da due stelle a otto punte d'oro, 1.1 (citato in (26)) |
|        | Manni (Arezzo) D'azzurro, alla gemella in fascia d'oro, sormontata da tre stelle a sei punte dello stesso, 1.2 alias D'azzurro, alla gemella in banda d'oro, sormontata da tre stelle a sei punte dello stesso, 1.2 (citato in (26)) |
|        | Manni (Toscana) (DE) In Blau 6 silberne Rosen, 3:2:1 gestellt (citato in KHIF) |
|        | Manni (Terni) fascia di oro accompagnata da - 3 rose di argento bottonate di oro poste 2,1 tutto su azzurro (citato in LEOM) |
|        | Manni (Gavardo) palmo di mano che si erge da un campo con al centro una stella (citato in Piovanelli) |
|        | Manni da Palaia (Pisa) Palato di sei pezzi d'argento e di nero (citato in (26)) |
|        | Manni da Pentolina (Siena) Di..., alla spada alta, posta in palo, di... (citato in (26)) |
|        | Manni da Radicondoli (Siena) D'azzurro, alla fascia d'oro accompagnata da tre conchiglie dello stesso, 2.1 (citato in (26)) |
|        | Manni Sanna (Oristano) (la blasonatura non è stata ancora caricata) (citato in DAlena) |
|        | Mannini (Firenze, San Miniato) D'argento, al leone di rosso, con la branca anteriore sinistra di nero (citato in (26)) eone rampante di rosso con la zampa anteriore sinistra di nero su argento (citato in LEOM) |
|        | Mannini (Firenze) D'argento, al leone di rosso (citato in (26)) (DE) In Silber 1 roter Löwe (citato in KHIF) alias D'argento, al leone inquartato in decusse di rosso e di nero (citato in (26)) alias D'argento, al leone inquartato in decusse di rosso e d'azzurro (citato in (26)) |
|        | Mannini (Firenze, Roma) leone rampante di rosso su argento (citato in LEOM) |
|        | Mannino (Catania) Titolo: barone di Plachi, nobile dei baroni d'azzurro al pino di verde sopra una rupe al naturale, sostenuto da un leone sormontato da un sole e una stella il tutto d'oro (citato in (29)) d'azzurro, al pino nodrito sopra una rupe, al naturale, sinistrato e sostenuto da un leoncino, sormontato a destra da un sole, a sinistra da una stella di sei raggi il tutto d'oro (citato in Mango) albero di pino nodrito su roccia uscente dalla punta tutto al naturale accompagnato a destra da - leone rampante di oro - sole raggiante di oro posto nel canton sinistro del capo - stella (6 raggi) di oro nel canton destro del capo tutto su azzurro (citato in LEOM) |
|        | Mannino (Catania) Titolo: barone di Plachi d'azzurro, alla banda d'oro, accostata da due bande di rosso, cucite (citato in (32)) Notizie storiche in Famiglie nobili di Sicilia. |
|        | Manno (Torino) d'azzurro, alla banda d'argento accompagnata in capo da un destrocherio armato movente dal cantone sinistro del capo impugnante un trafiere, ed in punta da una stella pure d'argento Cimiero: una piante di corallo nascente da un volo inquartato d'argento e d'azzurro. Supporti: due mufloni Motto: Ad fortia (citato in (2) – pag. 54 e in DAlena) |
|        | Manno (Torino) D'azzurro alla banda accompagnata in capo da un braccio destro armato movente dall'angolo sinistro del capo, impugnante un trafiere abbassato, in punta da una stella, il tutto d'argento (citato in DAlena) banda di argento su azzurro - braccio destro armato uscente dall'angolo destro del capo posto in sbarra impugnante con la mano di carnagione un trafiere (pugnale) posto in palo di argento - stella (5 raggi) di argento in basso a sinistra su azzurro (citato in LEOM) Motto: Ad fortia |
|        | Manno (Sciacca) Titolo: nobile; barone di Lazzarino, Misilabesi, Scirinda di rosso alla croce di Sant'Andrea d'oro con quattro stelle dello stesso (citato in (29)) di rosso, alla croce in decusse d'oro, accantonata da quattro stelle di sei raggi dello stesso (citato in Mango e in (32)) di rosso, con una croce di s. Andrea d'oro, accompagnata da quattro stelle dello stesso (citato in (32)) croce di Sant'Andrea di oro su rosso accantonata da - 4 stelle (6 raggi) di oro su rosso (citato in LEOM) Notizie storiche in Famiglie nobili di Sicilia. Ulteriori notizie storiche in Famiglie nobili di Sicilia. |
|        | Mannocchi (Toscana) (DE) Silber-blau schräggeviert: In den silbernen Plätzen je 1 liegender goldener Halbmond, im rechten blauen Platz 3 Wellenschräglinksbalken, im linken 3 Wellenschrägbalken (citato in KHIF) |
|        | Mannozzi (Firenze) D'azzurro, alla fede d'argento uscente dai fianchi dello scudo, sormontata da tre fiamme di rosso, 1.2 (citato in (26)) |
|        | Mannozzi (Firenze) D'azzurro, alla fascia d'argento sormontata da un sole posto in mezzo a due stelle a otto punte e accompagnata in punta da una rosa; il tutto d'oro e abbassato sotto il capo cucito d'Angiò (citato in (26)) |
|        | Mannozzi da San Giovanni (Firenze) D'oro, alla fascia d'azzurro, accompagnata in capo da tre fiamme di rosso, 1.2, e in punta da una fede di carnagione, vestita di rosso, uscente dai fianchi dello scudo (citato in (26)) |
|        | Mannu (Sassari) albero nodrito su terrazzo erboso affiancato a sinistra da - leone rampante rivolto tutto al naturale su argento - cavallo rampante di argento su terrazzo erboso al naturale mirante - sole raggiante di oro uscente dal canton sinistro del capo tutto su azzurro (citato in LEOM) |
|        | Mannucci (Siena) Partito: nel 1° di..., alla fascia di..., accompagnata in capo da due crescenti montanti di..., e in punta da tre stelle a sei punte di..., 2.1; nel 2° di..., al castello di tre piani di... (citato in (26)) |
|        | Mannucci (Siena) D'azzurro, a tre plinti coricati d'argento, 2.1, abbassati sotto tre conchiglie dello stesso, 2.1 alias D'azzurro, a tre dadi d'argento, 1.2, abbassati sotto tre conchiglie dello stesso, 1.2 (citato in (26)) |
|        | Mannucci (Firenze) Inquartato: nel 1° e 4° d'argento, a due scaglioni di nero racchiudenti una stella a otto punte d'azzurro; nel 2° e 3° d'oro, all'aquila dal volo abbassato di nero, coronata dello stesso alias Partito: nel 1° d'argento, a due scaglioni di nero racchiudenti una stella a sei punte d'azzurro; nel 2° d'azzurro, agli attrezzi da muratore al naturale, sormontati da una stella a sei punte d'oro (citato in (26)) |
|        | Mannucci o Mannucci del Carro (Firenze) D'argento, a due scaglioni di nero racchiudenti una stella a otto punte d'azzurro (citato in (26)) (DE) In Silber 2 schwarze Sparren, 1 achtstrahligen blauen Stern umschließend (citato in KHIF) |
|        | Mannucci (Toscana) (DE) In Silber 2 silberbordierte schwarze Sparren (citato in KHIF) |
|        | Mannucci (Firenze, Prato) D'azzurro, a due scaglioni d'oro, racchiudenti una stella a otto punte dello stesso (citato in (26)) (DE) In Blau 2 goldene Sparren, 1 achtstrahligen goldenen Stern umschließend (citato in KHIF) alias D'azzurro, a due scaglioni d'oro, racchiudenti una stella a otto punte dello stesso; con il capo di Leone X (citato in (26)) |
|        | Mannucci (Castelfranco di Sotto) 2 scaglioni di oro su azzurro - stella (8 raggi) di oro tra i due su azzurro - capo di Leone X (citato in LEOM) |
|        | Mannucci (Roma, Castelfranco di Sotto) 2 scaglioni di oro su azzurro - stella (8 raggi) di oro al centro tra i 2 scaglioni su azzurro (citato in LEOM) |
|        | Mannucci (Roma) 2 scaglioni di nero su argento - stella (8 raggi) di azzurro al centro tra i 2 scaglioni su argento (citato in LEOM) |
|        | Mannucci Benincasa (Toscana) (DE) Silber-blau gespalten: Vorne 2 schwarze Sparren 1 achtstrahligen blauen Stern umschließend, hinten 1 achtstrahliger goldener Stern und 1 goldene Bütte mit 1 schräggelegten goldenen Schwert und 1 schräglinksgelegten goldenen Dolch pfahlweise (citato in KHIF) |
|        | Mannucci Benincasa o Mannucci Benincasa Capponi (Firenze) 2 scaglioni di nero su argento - stella (8 raggi) di azzurro al centro tra i 2 scaglioni su argento - aquila ali abbassate (volo abbassato) coronata di nero su oro - piccolo catino (vergello?) contenente un pestello e un grosso martello (mazzapicchio) sormontati da - stella (8 raggi) tutto di oro su campagna azzurro (citato in LEOM) |
|        | Mannucci del Lion Rosso (Prato, Firenze) D'azzurro, al filetto increspato d'oro in banda, e al capo cucito d'Angiò (citato in (26)) |
|        | Mannucci delle Stelle (Firenze) D'azzurro, alla gemella in scaglione alzato d'oro, racchiudente una stella a otto punte dello stesso, e accompagnata in punta da una croce latina d'oro accostata sopra la traversa da due stelle a sei punte dello stesso, e movente da due mani appalmate e decussate di carnagione (citato in (26)) |

### Mano
| Stemma | Casato e blasonatura |
| ------ | --- |
|        | Manodori (Reggio Emilia, Modena, Villa Roncolo) aquila di nero su oro - mano destra recisa posta in fascia dita a sinistra che fa cadere monete tutto di oro su azzurro (citato in LEOM) |
|        | Manolesso Ferro (Venezia, Treviso) fascia di oro sull'azzurro del - partito di azzurro e di argento - filetto in croce di oro su inquartato al primo fasciato di argento e di rosso - al secondo croce patriarcale di argento su piccolo monte di verde uscente dalla partizione su rosso - al terzo leone rampante coda bifida di argento coronato di oro su rosso - al quarto ruota di 8 raggi di oro cimata da albero di quercia di verde con un picchio beccante il tronco tutto al naturale su troncato di argento e di rosso tutto su scudetto su - aquila bicipite di nero coronata di oro su ambo le teste di oro su argento (citato in LEOM) |
|        | Manovelli (Firenze) D'oro, al capo di rosso caricato di tre stelle a otto punte del campo, ordinate nel senso della pezza (citato in (26)) |
|        | Manovelli (Firenze) D'azzurro, al giogo d'oro posto in fascia, abbassato sotto il capo cucito d'Angiò (citato in (26)) |
|        | Manovelli (Firenze) Trinciato d'argento e di rosso, alla banda dentata dell'uno all'altro, passata sulla partizione (citato in (26)) |
|        | Manovelli (Siena) D'oro, al grifone troncato di verde e di nero (citato in (26)) |

### Manr
| Stemma | Casato e blasonatura |
| ------ | --- |
|        | Manriquez (Sicilia) di rosso, con due caldaie d'oro, fasciate di nero e due teste di vipere uscenti, al naturale (citato in Mango e in (32)) Notizie storiche in Famiglie nobili di Sicilia. |
|        | Manriquez de Lara (Spagna) Titolo: conti di Borgolavezzaro Di rosso, a due caldaie scaccate d'oro e di nero, ciascuna con quattro teste di vipera, di verde, uscenti dalla caldaia, due rivolte all'esterno, due all'interno alias Di rosso, a due caldaie d'oro, fasciate di nero, ciascuna con due teste di vipera uscenti, al naturale Motto: Nos non venimos de reyes, que reyes vienen de nos (citato in (28)) |

### Mans
| Stemma | Casato e blasonatura |
| ------ | --- |
|        | Mansella (Molise) Tre bande caricate da un rastrello (citato in DAlena) D'argento con tre bande d'azzurro e un lambello di tre pendenti di rosso posto nel capo (citato in DAlena) |
|        | Mansfeldt (Sassonia) Titolo: marchesi? / signori? di Buttigliera, Castelnuovo d'Asti Inquartato, al 1° e 4° controinquartato: a) e d) fasciato d'argento e di rosso; b) e c) d'argento a sei rombi di rosso, 3, 3, accollati e appuntati, moventi dai lembi dello scudo; al 2° di nero, all'aquila d'argento; al 3° d'azzurro, al leone coronato d'oro, con la banda scaccata di rosso e d'argento attraversante (citato in (28)) |
|        | Mansi o Orsetti (Lucca) D'azzurro, a sei palle d'oro ordinate in cinta alias D'azzurro, a sei palle d'oro ordinate 1.2.2.1 (citato in (26)) 6 palle di oro poste in orlo su azzurro (citato in LEOM) (Immagine nella Raccolta stemmi Trippini (JPG).) Motto: Omnes abierunt et ego salus mansi - Toujours loyal |
|        | Mansi (Scala) (la blasonatura non è stata ancora caricata) (citato in DAlena) |
|        | Mansi (Molise) D'argento alla scala d'oro posta in palo (citato in DAlena) |
|        | Mansilli (Toscana) (DE) In Blau 3 achtstrahlige goldene Sterne und 1 schwebender goldener Sechsberg 1:2:1 gestellt (citato in KHIF) |
|        | Manso (Napoletano) Titolo: barone di Bisaccia, Cucoli d'oro alla scala rossa con quattro pioli, posta in palo (citato in (31)) alias d'azzurro alla scala d'oro con sei pioli, posta in palo (citato in (31)) alias inquartato d'argento e d'azzurro, alla scala d'oro sopra il tutto (citato in (31)) Notizie storiche in Nobili napoletani.                                                                                     |
|        | Mansoni (Pisa) D'argento, a tre pali di nero (citato in (26)) |
|        | Mansueti (Trevi) (la blasonatura non è stata ancora caricata) Notizie storiche nel sito della Associazione Pro Trevi. |
|        | Mansurri a Radda (Firenze) Di..., al capro saliente di..., e alla banda diminuita attraversante di... (citato in (26)) |

### Mant
| Stemma                  | Casato e blasonatura |
| ----------------------- | --- |
|                         | Mantegaci (Compiano) (la blasonatura non è stata ancora caricata) (citato in DAlena) |
|                         | Mantegari (Compiano) (la blasonatura non è stata ancora caricata) (citato in DAlena) |
|                         | Mantegatiis (la blasonatura non è stata ancora caricata) (citato in DAlena) |
| (disegno da correggere) | Mantegazza (Milano, Vercelli) Titolo: signori di Selva Bandato d'oro e d'azzurro, con il capo d'oro, carico di un'aquila di nero (citato in (28)) alias Sbarrato d'oro e d'azzurro, con il capo d'oro, carico di un'aquila di nero, coronata del campo (citato in (28)) sbarrato di oro e di azzurro - capo d'Impero (citato in LEOM) |
|                         | Mantegna (Palermo) Titolo: principi di Gangi d'azzurro a due braccia moventi dai lembi dello scudo, tenenti con la mano di carnagione, quella destra una palma d'oro, nell'altra una spada al naturale accompagnata da tre stelle sopra e tre sotto d'oro (citato in (29)) d'azzurro a due braccia affrontate, moventi dai lembi dello scudo, destro e sinistro, armati al naturale, tenenti con la mano di carnagione, quella a destra una palma d'oro, l'altra una spada al naturale; accompagnati da sei stelle di sei raggi d'oro, tre sopra e tre sotto, ordinate in fascia (citato in Mango e in (32)) D'azzurro, con due braccia al naturale moventi da' fianchi dello scudo, impugnanti una spada ed una palma d'oro, accompagnato da sei stelle dello stesso poste tre in capo, e tre in punta (citato in (32)) 2 braccia destre uscenti dai lati opposti armate al naturale tenenti con le mani di carnagione quello a sinistra una foglia di palma di oro e quello a destra una spada posta in palo punta in alto al naturale su azzurro - 6 stelle (6 raggi) di oro poste in doppia fascia in capo e in punta su azzurro (citato in LEOM) Motto: Mantengo la pace, mantengo la guerra Notizie storiche in Famiglie nobili di Sicilia. Ulteriori notizie storiche in Famiglie nobili di Sicilia. |
|                         | Mantella (Padova) mantello di piume alternate di argento e di azzurro bordato in alto da un cordone di rosso tutto su argento (citato in LEOM) |
|                         | Mantelli (Alessandria) Titolo: conti di Quattordio D'azzurro, alla croce d'argento, ancorata e divisa in quattro pezzi alias (la blasonatura non è stata ancora caricata) Motto: Me ipsum vinco (citato in (28)) |
|                         | Mantellini (San Miniato) D'argento, allo scudetto rotondo del Popolo fiorentino; il campo mantellato ritondato d'azzurro (citato in (26)) |
|                         | Manteri (Livorno) Troncato semipartito: nel 1º d'azzurro, al leone d'oro nascente dalla troncatura e tenente un ramo di rosaio di verde fiorito di un pezzo d'oro; nel 2º sbarrato di sei pezzi d'oro e d'azzurro; nel 3º d'oro, a tre rose di rosso, 2.1 (citato in (26)) |
|                         | Manteri (Livorno) leone rampante nascente dalla troncatura di oro tenente tra le anteriori un ramo fiorito di rosso e fogliato di verde su azzurro - 3 sbarre di oro su azzurro - 3 rose di rosso poste 2,1 su oro (citato in LEOM) |
|                         | Mantica (Roma) (la blasonatura non è stata ancora caricata) (Immagine nell' Archivio Storico Capitolino (PDF) (archiviato dall'url originale il 26 giugno 2015).) d'azzurro, a due fasce d'argento; al capo scaccato d'argento e di rosso (Immagine nella Raccolta stemmi Trippini (JPG).) |
|                         | Mantica (Udine, Paradiso) aquila di nero coronata di oro su oro - leone passante di rosso sostenuto da - 3 colonne al naturale uscenti dalla punta su argento (citato in LEOM) |
|                         | Mantileri (Cuorgnè) Titolo: consignori di Priacco, Salto Inquartato, al 1° e 4° d'oro, all'aquila di nero, diademata del campo; al 2° e 3° d'argento, al pino di verde, di tre rami; il tutto con il capo d'azzurro, carico di tre stelle (8), d'oro (citato in (28)) |
|                         | Mantileri (Priero) D'azzurro, al leone d'oro, armato e linguato di rosso, tenente con le zampe anteriori tre dardi d'argento Motto: Alta petit (citato in (28)) |
|                         | Mantovan (Chioggia) (la blasonatura non è stata ancora caricata) (citato in Araldica gentilizia (archiviato dall'url originale il 24 settembre 2015).) |
|                         | Mantovani (Lombardia, Emilia) scaglione di oro accompagnato da 3 palle dello stesso poste 2,1 su azzurro (citato in LEOM) |

### Manu
| Stemma | Casato e blasonatura |
| ------ | --- |
|        | Manucci (Pistoia) D'argento, al destrocherio di carnagione vestito di rosso, tenente un ramo di palma di verde, e alla campagna d'azzurro (citato in (26))                           |
|        | Manuel (Dronero) Titolo: baroni di San Giovanni D'azzurro, al capo d'argento, alla mano di carnagione, tenente un palmizio di verde, alata d'argento, attraversante (citato in (28)) |

### Manz
| Stemma | Casato e blasonatura |
| ------ | --- |
|        | Manzelli (Scala) Bandato d'argento e d'azzurro alias D'argento a tre bande d'azzurro ed un lambello di tre pendenti di rosso posto nel capo (citato in DAlena) |
|        | Manzelli (Cesena) (la blasonatura non è stata ancora caricata) (citato in BLCW) Immagine in Blasone Cesenate. |
|        | Manzi (Milano, Roma) interzato in fascia di rosso di argento e di azzurro - l'azzurro caricato da un bue passante coronato di oro (citato in LEOM) |
|        | Manzi (Cesena) (la blasonatura non è stata ancora caricata) (citato in BLCW) Immagine in Blasone Cesenate. |
|        | Manzini (Capodistria) bandato di rosso e di azzurro - bue rampante di oro su verde (citato in LEOM) |
|        | Manzini (Cesena) (la blasonatura non è stata ancora caricata) (citato in BLCW) Immagine in Blasone Cesenate. |
|        | Manzini (Cesena) (la blasonatura non è stata ancora caricata) (citato in BLCW) Immagine in Blasone Cesenate. |
|        | Manzo (Neive) D'argento, al manzo di rosso, con il capo d'oro, carico di un'aquila di nero Motto: Inculpato utilis labore (citato in (28)) |
|        | Manzoli (Bologna) fasciato d'argento e di nero di quattro pezzi; al capo di rosso (citato in (9) – pag. 510) |
|        | Manzoli (Bologna) inquartato: nel 1º e 4º d'azzurro al leone tenente con le zampe un ramo di cotogno; nel 2º e 3º fasciato d'argento e di nero di quattro pezzi; al capo di rosso (citato in (9) – pag. 510) |
|        | Manzoli (Cesena) (la blasonatura non è stata ancora caricata) (citato in BLCW) Immagine in Blasone Cesenate. |
|        | Manzolini (Bologna) Grifone (citato in DAlena) |
|        | Manzolino (Sicilia) D'azzurro, con un monte di oro accostato da due bandiere spiegate di rosso, ed una rosa dello stesso nodrita nella sommità (citato in (32)) monte di oro pizzuto uscente dalla punta su azzurro cimato da una rosa al naturale e affiancato da - 2 bandiere di rosso spiegate verso destra (citato in LEOM) Notizie storiche in Famiglie nobili di Sicilia. |
|        | Manzone o Mansone (Sicilia) d'argento, a tre pali d'azzurro (citato in Mango e in (32)) Notizie storiche in Famiglie nobili di Sicilia. |
|        | Manzoni D'argento, al manzo passante di roso, con la testa cornata d'oro, sormontata da una stella (6) dello stesso (citato in (5) - pag. 122) |
|        | Manzoni (Valsassina, Milano) Titolo: signori di Moncucco (Novara) Interzato in fascia, al 1° d'oro, all'aquila di nero, coronata del campo; al 2° di rosso, al bue d'argento, passante, al 3° bandato d'argento e di rosso (citato in (28)) Interzato in fascia di oro di rosso e - bandato di argento e di rosso - aquila di nero coronata di oro su oro - bue passante di argento su rosso (citato in LEOM) |
|        | Manzoni (Padova) Bue passante di nero su scudetto di argento su - aquila bicipite di nero coronata di oro su oro - aquila coronata di argento su rosso (citato in LEOM) |
|        | Manzoni (Milano, Venezia, Belluno, Agordo) 3 palle di oro su banda di rosso su troncato di argento e di nero - testa di bue in maestà (riscontro di bue) al naturale anello di oro al naso su argento - fascio (covone) di grano di argento su nero (citato in LEOM) |
|        | Manzoni o Manzoni Ansidei o Manzoni Borghesi (Lugo di Romagna, Bologna, San Marino) Braccio destro armato al naturale uscente da sinistra tenente con la mano di carnagione una mazza di argento posta in banda accompagnato in alto a destra da - stella (6 raggi) di oro su azzurro nel primo nel secondo e nel terzo quarto - 3 fasce increspate di rosso sull'argento nel quarto quarto alias Semitroncato partito di azzurro di argento e di azzurro - braccio destro armato al naturale uscente da sinistra tenente con la mano di carnagione una mazza di argento posta in banda accompagnato in alto a destra da - stella (6 raggi) di oro su azzurro - 3 fasce increspate di rosso su argento - grifo rampante di oro coda spezzata e sanguinante su azzurro (citato in LEOM) |
|        | Manzuoli (Firenze) D'oro, al toro furioso di nero (citato in (26)) (DE) In Gold 1 schwarzer Stier (citato in KHIF) alias D'argento, al toro furioso di nero (citato in (26)) |
|        | Manzuoli (Firenze) Troncato: nel 1?? di..., al bue furioso rivolto di..., nascente dalla troncatura; nel 2?? di... pieno (citato in (26)) |

### Map
| Stemma | Casato e blasonatura |
| ------ | --- |
|        | Mapelli (Milano) partito ripartito - al primo di argento e di rosso caricato di una foglia di palma di verde posta in banda - fascia di azzurro su argento - aquila coronata di nero su oro in capo (citato in LEOM)                           |
|        | Mapelli (Milano) foglia di palma di verde posta in banda su partito di argento e di azzurro (citato in LEOM) |
|        | Mapelli (Milano) albero di palma sradicato di verde fruttato di rosso sull'argento del - partito di argento e di azzurro (citato in LEOM) |
|        | Mapelli (Milano) albero di palma sradicato di verde posto in palo su oro (citato in LEOM) |
|        | Mapelli (Milano) albero di palma sradicato di verde sull'argento del - partito di argento e di rosso (citato in LEOM) |
|        | Mapelli (Milano) partito nel primo - ripartito di argento caricato di un albero sradicato di palma di verde posto in palo e di rosso pieno - al secondo fascia di azzurro su argento - aquila coronata di nero su oro in capo (citato in LEOM) |

### Maq
| Stemma | Casato e blasonatura |
| ------ | --- |
|        | Maquay (Fiesole) Partito: nel 1º d'argento, a tre teste di cane di nero, collarinate e incatenate d'oro, 2.1; nel 2º d'azzurro, alla fascia d'oro, accompagnata da tre gigli dello stesso, 2.1 (citato in (26)) 3 teste di lupo al naturale collarinate e incatenate di oro su argento poste 2,1 - fascia di oro accompagnata da - 3 gigli dello stesso posti 2,1 su azzurro (citato in LEOM) |